# Panzerkampfwagen VI Tiger
Vous lisez un « article de qualité » labellisé en 2024.
Pour les articles homonymes, voir Panzer VI et Mark VI.
Le Panzerkampfwagen VI, surnommé Tiger (en allemand : [ˈtiːɡɐ] ) (en français « Tigre »), est un char lourd développé par l’Allemagne nazie, en service de 1942 à 1945 dans la Wehrmacht et la Waffen-SS. C'est l'un des chars les plus connus de la Seconde Guerre mondiale car, malgré ses nombreux défauts, il jouit très vite d'une réputation d'invincibilité, alimentée par une propagande nazie efficace.
Son développement débute en 1937. Initialement, c'est un char d’accompagnement pour l’infanterie mais un changement de priorité intervient après la campagne de France et sa mission principale devient la conduite de percées en tête des Panzerdivisions. Porsche et Henschel sont en concurrence pour le projet, qui est suivi personnellement par Adolf Hitler. Les nombreuses interventions de ce dernier entraînent un renforcement de l'armement et du blindage du nouveau char, au prix d'un alourdissement considérable. La société Henschel est finalement sélectionnée et produit environ 1 300 Tigre entre juin 1942 et août 1944. Le Tigre II le remplace ensuite sur les chaînes de fabrication. De ce fait, il est parfois identifié - rétroactivement - comme Tigre I.
Il se caractérise par sa forme massive, son blindage épais et son armement puissant : un canon de 88 mm KwK 36 L/56 qui, couplé à des optiques de qualité, lui permet de détruire tous les chars alliés en service avant même d'être à leur portée. Cependant, il est complexe et coûteux car sa fabrication mobilise des ressources importantes. En conséquence, sa production mensuelle reste faible (65 exemplaires par mois en moyenne) et le Tigre, qui exige une logistique lourde pour son acheminement comme pour son entretien, reste une ressource rare pour la Wehrmacht. Sur le terrain, sa mobilité est bonne mais, à cause de sa forte consommation, son rayon d'action, hors route, atteint à peine une centaine de kilomètres. Enfin, avec une masse de 57 tonnes, il est très difficile de le remorquer. En conséquence, près de la moitié des Tigre perdus au combat sont détruits par leurs propres équipages lorsqu'ils doivent les abandonner - parfois à la suite d'une simple panne.
Le Tigre est principalement engagé en unités indépendantes, les schwere Panzer-Abteilungen (bataillons de chars lourds). Il participe aux dernières grandes offensives de la Wehrmacht en 1943 avant d'être surtout déployé pour contrer localement les offensives alliées. Cependant, l’apparition d'armements nouveaux, capables de percer son blindage, met fin à la suprématie absolue dont il jouissait à son entrée en service. Ceci, combiné à l'écrasante supériorité numérique des Alliés, limite son efficacité opérationnelle, bien qu'il reste jusqu'au bout un adversaire redoutable.
De nos jours, une demi-douzaine de Tigre subsistent, préservés pour la plupart dans des musées.

## Dénomination
L’ensemble du programme est appelé à partir de 1941 Tigerprogram (« programme Tigre »), mais ce n’est que le 2 mars 1942 que le véhicule lui-même est appelé ainsi pour la première fois. Les documents antérieurs lui attribuent divers noms, comme « PzKpfw VI 4501 » ou « PzKpfw VI Ausführung H1 ». La désignation officielle utilisée par l’Inspekteur der Panzertruppen entre mars 1942 et mars 1943 est « Panzerkampfwagen VI H (88 mm) (SdKfz 182) Ausführung H1 ». Celle-ci est remplacée à partir du 5 mars 1943 par « Panzerkampfwagen Tiger (88 mm L/56) (SdKfz 181) Ausführung E ». La version courte du premier nom est « Tiger H1 » et celle du second « Tiger I », mais des désignations très diverses faisant l’amalgame des différents noms sont utilisées au niveau opérationnel. Enfin, le Tigre est souvent appelé « Mark VI » dans les rapports alliés de l’époque, nom qui a été parfois conservé dans les publications d’après-guerre.
En phase de développement, les dénominations sont généralement différentes pour le châssis et la tourelle. Ainsi, le châssis Henschel de la version finale du Tigre est nommé VK 45.01 (H) et la tourelle VK 45.01 (88 mm L/56). Le châssis Porsche est en principe nommé VK 45.01 (P), mais il est fréquent que la dénomination interne à l’entreprise, Typ 101, soit utilisée à la place. (VK signifiant Versuchs Kampffahrzeug, ou « véhicule de combat d’essai »).
Chaque véhicule dispose par ailleurs d’un numéro de châssis, ou Fahrgestell Nummer, abrégé Fgst. Nr.. Pour le Tigre, ce numéro est précédé du préfixe 25, de sorte que le premier char produit est le Fgst. Nr. 250001 et le dernier le Fgst. Nr. 251346. Ces numéros, ainsi que les qualificatifs « début/milieu/fin de production », sont parfois utilisés dans les publications pour distinguer les évolutions. Celles-ci n’ont en effet jamais fait l’objet d’une désignation officielle avec une lettre (Ausführung),. Ces numéros de châssis ne doivent toutefois pas être confondus avec les Gruppen-Nummern, qui sont des numéros de plans identifiant le véhicule complet ainsi que les ensembles et les pièces individuelles le composant. Ces numéros sont reportés sur les pièces et permettent leur remplacement par la maintenance sans risque de confusion.

## Développement et production

### Développement

Schéma des projets expérimentaux ayant précédé le VK 45.01 (H).

Le premier char lourd réalisé en Allemagne après la Première Guerre mondiale est le Neubaufahrzeug en 1934. D’une conception archaïque à plusieurs tourelles comme le T-35 soviétique ou le FCM 2C français, ce projet n’aboutit pas à la production en série. Le 2C inquiète cependant suffisamment les Allemands pour les inciter à étudier vers 1935 le principe d’un char capable de lutter contre les chars super-lourds, qui serait armé d’un canon de 75 mm et dépasserait les 30 t. Aucun résultat n’émerge d’abord de ces tentatives en raison de l’absence d’un moteur suffisamment puissant et de la réticence de l’armée allemande à investir dans un véhicule plus lourd pouvant poser des problèmes logistiques. L’idée revient cependant en janvier 1937, lorsque l’entreprise Henschel est chargée de construire un châssis expérimental pour un véhicule de 30 t. Ce projet aboutit aux Durchbruchswagen 1 et 2 en 1937-1938, puis au VK 30.01 en 1938-1939. Ce dernier ressemble au Panzer IV dont il partage l’apparence anguleuse et un canon court de 75 mm conçu par Krupp, mais il dispose en revanche d’une suspension à barres de torsion,. En parallèle des travaux de Henschel, le Wa Prüf 6 demande à la fin de l’année 1939 à Ferdinand Porsche de concevoir un char lourd. Porsche réalise alors le Typ 100 ou VK 30.01 (P), qui se distingue de son concurrent par une propulsion alliant moteurs à essence et moteurs électriques. Afin de conserver son monopole sur les canons de chars, menacé par Rheinmetall, Krupp conclut un accord avec Porsche en février 1941 pour que le Typ 100 utilise le canon de 88 mm KwK L/56.
La campagne de France révèle les faiblesses des Panzer III et IV, qui ont des difficultés à percer le blindage des chars B1 et Somua 35 français ainsi que du Matilda II britannique. Adolf Hitler demande alors à ce que le futur char soit mieux armé, ce qui aboutit au VK 36.01 (H) réalisé par Henschel pour le châssis et Krupp pour la tourelle. Le canon de 105 mm envisagé impose toutefois un châssis plus lourd atteignant les 36 t. Il existe ainsi au printemps 1941 trois projets concurrents : le VK 30.01 (H) armé du 7,5 cm KwK L/24, le Typ 100 armé du 88 mm KwK L/56 et le VK 36.01. L’armement de ce dernier est entretemps devenu un canon de 75 mm expérimental très efficace, mais nécessitant de grandes quantités de tungstène pour ses munitions.
La situation change le 26 mai 1941 lorsque Hitler décide de relever les attentes en matière d’armement et de blindage afin de combattre plus efficacement les canons antichars britanniques rencontrés en Afrique du Nord. Il exige notamment que Porsche et Henschel livrent chacun six exemplaires d’un char de 45 t au plus tard au début de l’été 1942. Ces demandes prennent Henschel au dépourvu : le VK 30.01 (H) ne pouvant pas être plus lourdement armé et blindé, l’entreprise reprend le développement à partir du VK 36.01. Le canon de 75 mm expérimental doit également être abandonné en juillet 1941 du fait du manque de tungstène. Pour gagner du temps, Henschel reprend alors les mêmes tourelle et armement que Porsche pour créer le VK 45.01 (H),.
Le véhicule résultant ne parvient toutefois pas à rester dans la limite fixée de 45 t, la masse finale dépassant 55 t. La proposition de Henschel est ainsi un char assemblé à la hâte avec des composants déjà développés dans des projets différents, le seul élément vraiment nouveau étant le moteur. À ce stade, le canon de 88 mm n’est toutefois encore vu que comme un expédient temporaire et Rheinmetall poursuit ses travaux sur un canon de plus petit calibre, qui aboutissent à la création du 7,5 cm KwK 42 L/70. Les performances de celui-ci étant équivalentes à celles du canon de Krupp pour un encombrement plus faible, il est alors décidé que les cent premiers exemplaires du char seront la version H1 avec le canon de 88 mm de Krupp, puis que les suivants auront une nouvelle tourelle dotée du canon de 75 mm de Rheimetall.
De son côté, Porsche a moins de difficultés à faire évoluer son offre, le nouveau Typ 101, ou VK 45.01 (P), étant simplement une version agrandie du Typ 100. Toutefois, l’un comme l’autre ne peuvent améliorer l’armement, le canon 88 mm Flak 41 de Rheinmetall ne pouvant être adapté sur la tourelle déjà prévue pour le canon de Krupp. Ferdinand Porsche est tellement sûr de remporter la compétition contre Henschel qu’il fait débuter la production de cent exemplaires dès juillet 1941. Là encore, les 45 t sont cependant largement dépassées avec un véhicule affichant près de 57 t,.
Les deux prototypes sont présentés à Hitler pendant une démonstration réalisée à Rastenbourg à l’occasion de son anniversaire, le 20 avril 1942. Le modèle de Henschel se montre supérieur à celui de Porsche pendant la démonstration, ce dernier prenant même feu. Hitler demande alors à Albert Speer de s’assurer que des essais approfondis soient menés afin de déterminer lequel des deux est le plus adapté,.

### Production

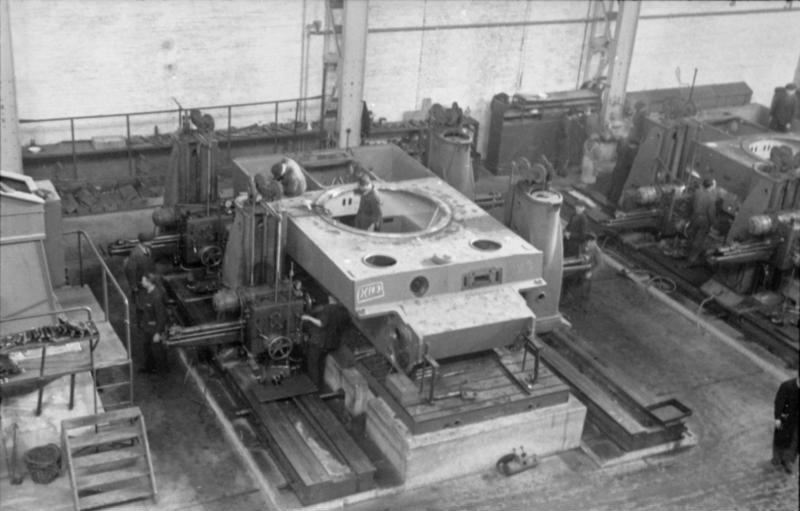
Installation de la monture des barres de torsion sur une coque de Tigre.

Conformément aux vœux de Hitler, la production débute au début de l’été 1942. Toutefois, la conception des véhicules ayant été réalisée dans l’urgence, les problèmes, et donc le retard, s’accumulent rapidement : seuls neuf exemplaires de la version Henschel et un seul de la version Porsche sont produits entre juin et août 1942. Les difficultés sur cette dernière sont si importantes qu’elle est finalement abandonnée en novembre 1942 après que seulement dix exemplaires ont été produits, laissant la version Henschel seule en lice,,. Ces retards entraînent également l’abandon de la version H2 avec le canon de 75 mm de Rheinmetall, afin d’éviter de perdre encore davantage de temps par la modification de la chaîne de production.
Les moteurs sont fabriqués par Maybach à Friedrichshafen en Bade-Wurtemburg, mais après un bombardement dévastateur en avril 1944, la production est transférée à l’usine d’Auto Union à Chemnitz en Saxe. La transmission Maybach Olvar est produite sous licence par Adlerwerke à Francfort-sur-le-Main et Zahnradfabrik Friedrichshafen à Passau. Les plaques de blindage pour la caisse et la tourelle doivent initialement être produites par Krupp à Essen, mais l’usine étant déjà surchargée de travail, une partie des commandes est transférée à la Dortmund Hörder Huttenverein. Celle-ci réalise également les canons, avec l’aide de Wolf Buchau, tandis que les viseurs sont produits par Leitz à Wetzlar. Enfin, les composants des tourelles sont livrés à la Wegmann Waggonfabrik, qui en réalise l’assemblage avant de les livrer à Henschel & Sohn à Kassel-Mittelfeld. Ce dernier s’occupe alors de l’assemblage final en ajoutant le train de roulement et la direction dont il est également le fabricant. Chaque fabricant marque les pièces qu’il produit avec un code de trois lettres, par exemple « bwn » pour Krupp, afin qu’elles puissent être tracées en cas de problème. La suite de lettres est choisie aléatoirement afin qu’un adversaire ne puisse pas identifier les usines à partir de pièces capturées et donc cibler les chaînes de production.
La production prend fin en août 1944 afin de pouvoir libérer les chaînes de montage pour le Tigre II. À cette date, 1 346 numéros de châssis ont été attribués sur les 1 441 exemplaires prévus, auxquels s’ajoutent trois châssis expérimentaux non numérotés. Krupp et la Hörder Huttenverein ont produits 1 295 couples coque/tourelle neufs. L’écart avec les numéros de châssis s’explique par le recyclage de 54 Tigre endommagés entre juin et août 1944, auxquels de nouveaux numéros de châssis sont attribués à leur sortie d’usine.
Henschel a produit un total de 1 350 exemplaires, :
| Chiffres de production du Panzerkampfwagen VI Tiger |       |       |      |       |     |      |       |      |       |      |      |      |       |
|                                                     | Janv. | Fevr. | Mars | Avril | Mai | Juin | Juil. | Août | Sept. | Oct. | Nov. | Déc. | Somme |
| 1942                                                |       |       |      |       |     |      |       | 8    | 3     | 11   | 25   | 30   | 78    |
| 1943                                                | 35    | 32    | 41   | 46    | 50  | 60   | 65    | 60   | 85    | 50   | 60   | 65   | 649   |
| 1944                                                | 93    | 95    | 86   | 104   | 100 | 75   | 64    | 6    |       |      |      |      | 623   |

### Modifications
Le Tigre fait l’objet de modifications tout au long de sa production, sans que celles-ci ne donnent lieu à la création d’une nouvelle version identifiée par une lettre (Ausführung). Toutes ces modifications ne sont pas forcément très visibles – il peut s’agir par exemple de changements de joints ou d’écrous, mais même les petits changements contribuent à considérablement améliorer la fiabilité du véhicule. Bien que les dates d’adoption de ces changements soient généralement connues, celles-ci ne correspondent que rarement à l’introduction réelle sur les véhicules produits. Il est en effet courant que les fabricants épuisent d’abord le stock d’anciennes pièces, voire dans certains cas qu’ils utilisent les nouvelles pièces immédiatement, mais utilisent d’anciens composants en cas de pénuries.
Certaines modifications sont toutefois plus visibles et produisent plus d’effets que d’autres. Ainsi, en novembre 1942, tous les Tigre destinés aux théâtres africains et italiens, ainsi qu’aux groupes Centre et Sud de Russie, sont équipés de grands filtres à air à l’arrière afin de prévenir l’ingestion de poussière par le moteur. Une trappe d’évacuation est également installée à l’arrière de la tourelle en décembre 1942. À partir de janvier 1943, les pots d’échappement sont entourés d’un cache pour masquer les flammes qui en sortent parfois et révèlent la position du véhicule la nuit.
D’autres modifications importantes ont lieu en 1943. En particulier, le moteur est remplacé en mai 1943 par un nouveau modèle, le Maybach HL230 P45, plus puissant et plus fiable. En août, le système permettant de traverser les étendues d’eau en submersion est par ailleurs abandonné, ce qui permet de faciliter la fabrication en supprimant de nombreux joints d’étanchéité. En outre, la coupole du chef de char, jugée trop proéminente et dont la trappe s’ouvre à la verticale, est remplacée par un nouveau modèle au profil plus ramassé et avec une ouverture horizontale. Enfin, l’année 1944 voit l’introduction de pièces développées pour le Tigre II : d’abord les galets de roulement en février, puis la trappe du chargeur en mars, tandis que le blindage du toit de tourelle est pratiquement doublé dans le même temps afin d’améliorer la protection contre les tirs d’artillerie lourde.

## Histoire opérationnelle

### Organisation

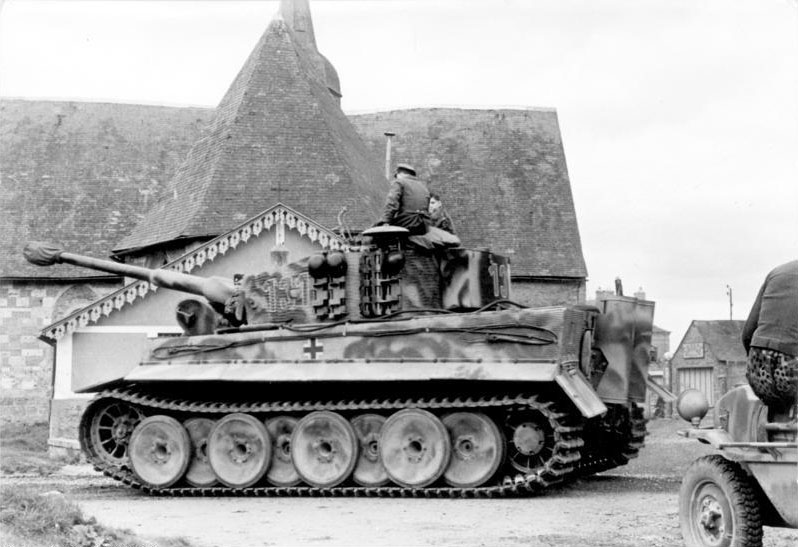
Un Tigre de la Leibstandarte Adolf Hitler dans le nord de la France en mars 1944.

Le cadre organisationnel dans lequel doivent évoluer les Tigre est mis en place lors de la réunion du 26 mai 1941. Ils doivent être placés à l’avant-garde des Panzerdivisionen, au sein de bataillons de vingt chars lourds, dans le but d’enfoncer les lignes et détruire les chars adverses qui pourraient empêcher la percée. Ces unités ne doivent pas être composées uniquement de Tigre, mais compter également des Panzer III. Ceux-ci servent d’escorte, ainsi que de véhicules de liaison et de reconnaissance.
Deux schwere Panzerkompanie (sPzKp) sont créées le 16 février 1942, puis remplacées par trois bataillons indépendants comptant chacun deux compagnies, les schwere Panzer-Abteilungen (sPzAbt.) 501, 502 et 503 en mai 1942. Ces unités restent toutefois pendant plusieurs mois sans véhicules, le sPzAbt. 502 étant le premier à recevoir quelques Tigre en août 1942. De leur côté, les SS créent à partir de décembre 1942 des schwere Kompanien (sKp) pour leurs SS-Panzer-Regiment.
Un schwere Panzer-Abteilung de 1942 compte ainsi sur le papier deux schwere Panzerkompanie. Chacune de celle-ci compte quatre Züge (peloton), lesquels comportent deux Tigre et deux Panzer III, plus un Tigre et deux Panzer III dans la troupe de commandement pour un total de neuf Tigre. S’y ajoutent enfin deux Tigre en version de commandement dans la compagnie d’état-major du bataillon, amenant à un total de vingt Tigre pour un bataillon. Cette organisation est considérablement modifiée au début de l’année 1943 : une troisième compagnie est ajoutée, mais surtout l’ensemble des Panzer III sont retirés et remplacés par deux Tigre supplémentaires. Le total est par conséquent de quatorze Tigre par compagnie et quarante-cinq par bataillon. Ce changement semble avoir été motivé par le fait que, les Panzer III constituant des cibles plus faciles que les Tigre, ils attiraient sur eux le feu de l’adversaire et se trouvaient décimés lors des engagements ; l’autre raison invoquée est la difficulté d’assurer la maintenance de deux types de chars très différents au sein d’une même unité.
Comme il n'y a pas assez de Tigre pour en doter chaque Panzerdivision, initialement, une seule division de l'armée (Großdeutschland) et trois de la SS en sont équipées, à hauteur d'un bataillon pour la première et d'une simple compagnie pour chacune des trois autres (les SS Leibstandarte, Das Reich et Totenkopf). Finalement, seules la Großdeutschland et la Totenkopf conservent leurs Tigre « organiques », la solution retenue étant de continuer de former des bataillons lourds indépendants, dotés chacun de 45 Tigre, et de les attribuer aux corps ou aux armées blindées qui décident de leur engagement. L'armée (Heer) en crée une douzaine et la SS trois.

### Combat

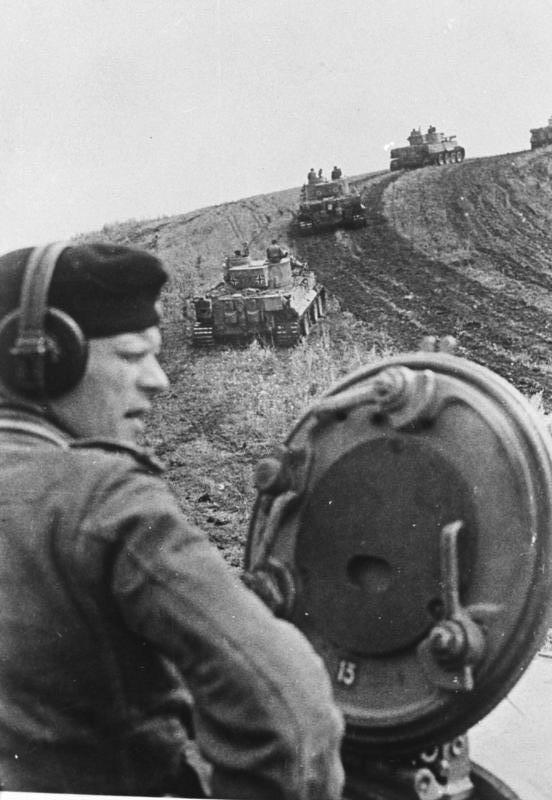
Des Tigre montent une colline près de Belgorod en août 1943.

La première unité dotée du Tigre est le Schwere Panzer Abteilung 502, qui reçoit neuf exemplaires en août 1942 et est engagé dans la région de Léningrad, sur le front russe. Le premier engagement a lieu le 29 août 1942, mais les différents rapports divergent sur le résultat : alors que certains indiquent que deux Tigre auraient été détruits, il semble d’après les états ultérieurs des effectifs qu’ils n’aient été qu’endommagés, puis réparés. La première perte certaine d’un Tigre est le résultat d’un combat ayant lieu le 21 septembre, pendant lequel un des engins s’embourbe profondément. Du fait de sa situation sur la ligne de front et de l’absence d’un véhicule de dépannage approprié, les Allemands doivent se résoudre à le détruire à l’explosif le 25 novembre afin d’empêcher sa capture. Les résultats restent moyens dans les mois qui suivent : entre la mi-janvier et la fin du mois de mars 1943, le ratio du schwere Panzer-Abteilung 502 est d’environ dix-sept chars soviétiques détruits pour chaque Tigre perdu. Bien que positif, ce chiffre n’est pas exceptionnel : sur la même période, le Sturmgeschütze-Abteilung 226, équipé de StuG III, atteint un ratio similaire de seize pour un. L’usage inapproprié des Tigre, souvent employés sur des pistes forestières étroites et des terrains marécageux ou dans des charges à travers des champs de mines et face à de nombreux canons antichars expliquent ces résultats mitigés. En outre, les Soviétiques capturent un Tigre intact en janvier 1943, ce qui leur permet de réaliser un examen approfondi de ses points forts et faiblesses.

Des problèmes similaires se posent en Afrique du Nord, où les Tigre sont arrivés avec la première compagnie du schwere Panzer-Abteilung 501 à partir de la fin du mois de novembre 1942. Les premiers engagements donnent de bons résultats, mais les Alliés s’adaptent dès le début de l’année 1943 en utilisant de manière combinée des champs de mines pour ralentir et immobiliser les Tigre, l’artillerie pour empêcher leur remorquage et couvrir des contre-attaques d’infanterie. Comme en Russie, le commandement allemand fait souvent charger les Tigre à travers les champs de mines en misant sur le fait que celles-ci ne peuvent que les endommager, sans les détruire totalement. Cela rend toutefois les véhicules immobilisés vulnérables à l’artillerie ainsi qu’à la capture par l’infanterie. Ce problème est aggravé par l’inexistence dans le parc allemand de véhicule de dépannage blindé permettant de récupérer les chars endommagés sous le feu de l’adversaire, tandis que manque de pièces détachées oblige à saborder de nombreux Tigre pourtant réparables. Cette méthode, utilisée sur tous les fronts et pendant toute la guerre, joue un rôle important dans la faible disponibilité des Tigre, réduisant d’autant la puissance des bataillons de chars lourds. Outre les mines, les doctrines évoluent rapidement pour mettre l’accent sur la défense en profondeur. Or, le Tigre étant prévu pour percer une simple ligne de défense et ne disposant que d’une faible mobilité opérationnelle, il ne peut réaliser des percées décisive dans ce type de configuration.

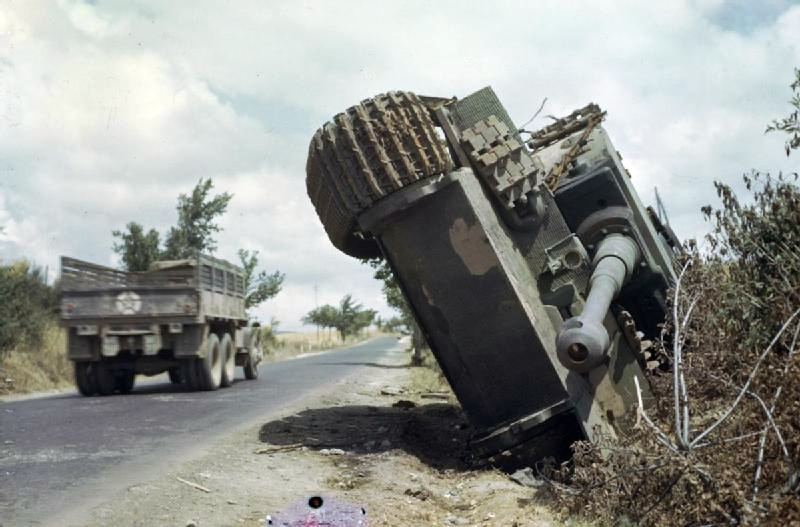
Un Tigre abandonné au nord de Rome le 18 juin 1944.

Principalement utilisé de manière défensive, notamment après la bataille de Koursk durant l'été 1943, le Tigre obtient des résultats mitigés. Efficace pour tenir une position à l’échelon local, sa faible mobilité opérationnelle fait que les unités adverses préfèrent souvent contourner les unités de Tigre, qui se trouvent alors isolés et difficiles à repositionner. De même, la faible disponibilité des Tigre affecte la capacité à rassembler des forces suffisantes en défense et surtout à en disposer au bon endroit et au bon moment. En conséquence, les exemplaires disponibles s’usent en se transportant d’un bout à l’autre du front et les pannes liées à ces mouvements réduisent encore la disponibilité.
Ces problèmes logistiques sont bien illustrés par le ratio destructions/pertes, qui s’élève à 12,16 chars adverses détruits pour chaque Tigre perdu en combat, mais chute à 5,44:1 si les Tigre perdus hors combat y sont ajoutés. De fait, 654 Tigre ont été sabordés par leur propre équipage, soit 41 % de la flotte. C’est presque autant que les 713 perdus au combat, soit 45 % de la flotte. 
Les performances sont très variables entre les bataillons, ceux ayant combattu sur le front de l’Est ayant généralement des ratios plus favorables que ceux ayant fait face aux Alliés. Le schwere Panzer-Abteilung 502 a ainsi le meilleur résultat avec un ratio total de 13:1 tandis que le schwere Panzer-Abteilung 508 a le plus mauvais avec 1,28:1. Ces chiffres sont généralement parallèles à la proportion de Tigre détruits par leur équipage, par exemple 13 % pour le sPzAbt. 502 contre 59 % pour le sPzAbt. 508.

### Impact psychologique
Dès sa mise en service, le Tigre est mis à contribution par la propagande nazie pour vanter la supériorité allemande. Paradoxalement, c’est la presse des pays alliés qui se fait le meilleur relais de la propagande allemande, évoquant dans de nombreux articles le caractère redoutable du Tigre. Cette approche n’est pas tout à fait neutre, puisque vanter la performance du matériel adverse permet ensuite de mieux valoriser ses propres troupes lorsqu’il est détruit. Les propagandes alliée et soviétique n’hésitent ainsi pas à grossir le chiffre des pertes de Tigre au-delà du raisonnable, par exemple en proclamant que 700 Tigre ont été détruits à Koursk, alors qu’il y en avait moins de cent cinquante en ligne.
Cette propagande a toutefois un effet pervers, dans le sens où elle génère une peur panique et irraisonnée du Tigre chez les soldats alliés et soviétiques. Ceux-ci se mettent ainsi à voir des Tigre partout : à en croire par exemple les rapports américains de la bataille des Ardennes, les troupes sont presque continuellement attaquées par des Tigre, alors qu’en réalité ceux-ci ne représentent que 5 % de l’effectif blindé allemand.

### Réaction des Alliés

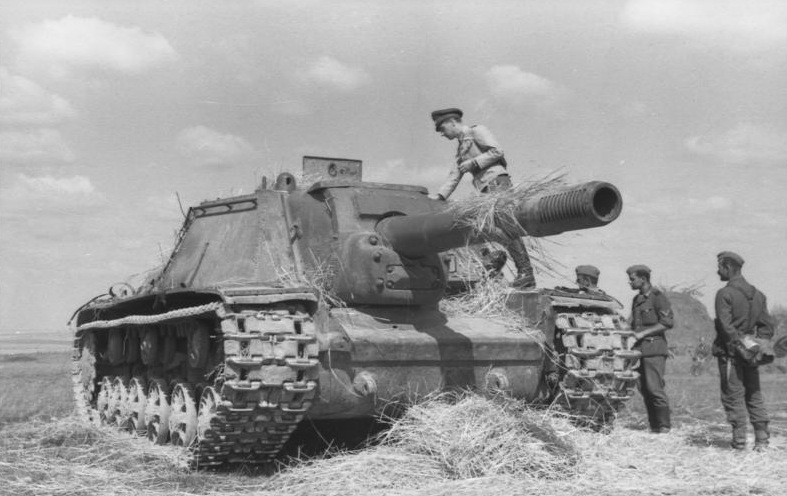
SU-152 examiné par des soldats allemands.

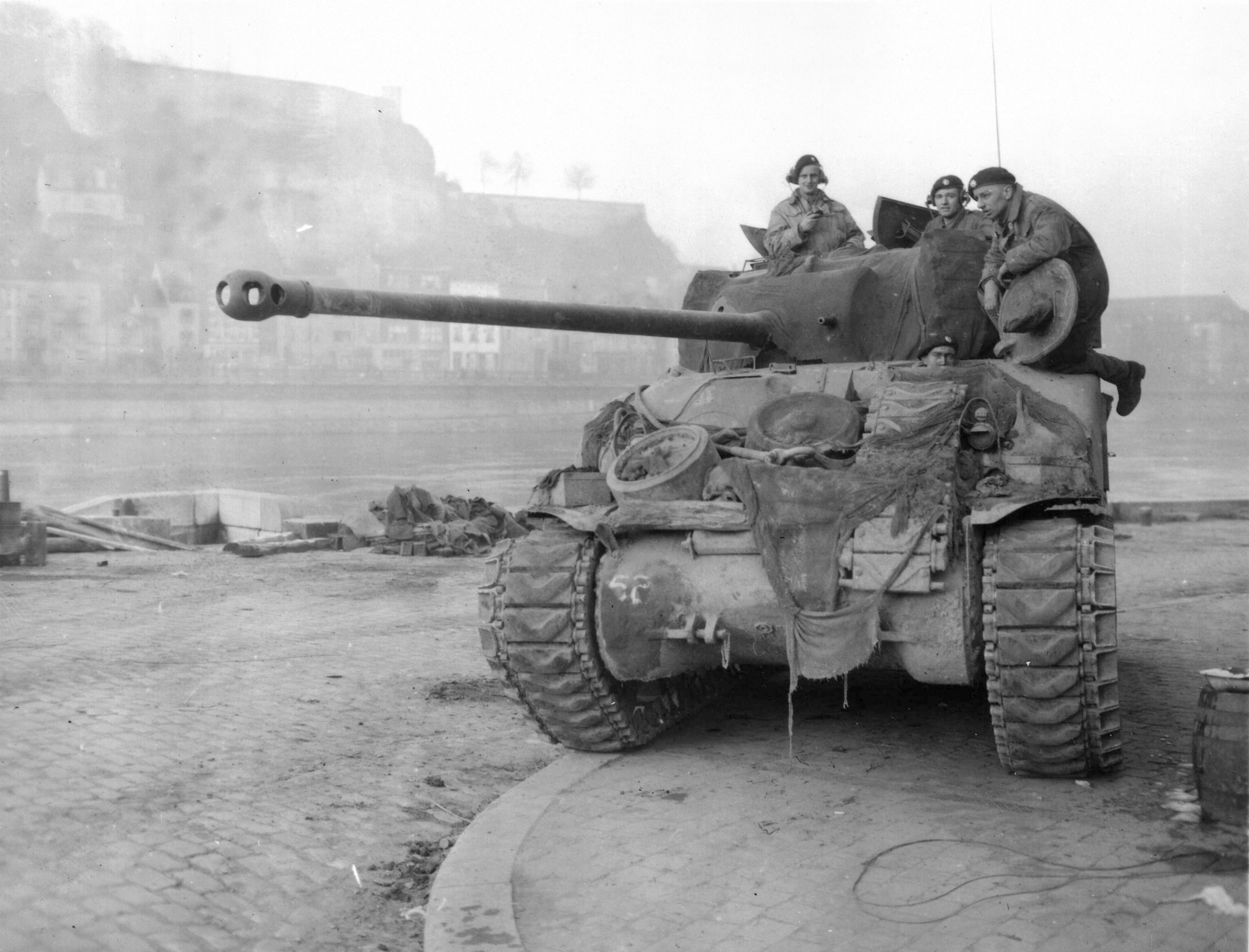
Char Sherman Firefly britannique.

L’apparition du Tigre – puis du Panther - suscite chez les Alliés des réactions différentes. Les Soviétiques misent sur le développement incrémental de versions toujours plus lourdes et mieux armées de leur char lourd : au KV-1 armé d’un canon de 76,2 mm succèdent le KV-85 (canon de 85 mm) puis la série des chars Staline : le IS-1, rapidement remplacé par le IS-2 armé d’un canon de 122 mm. Le programme se poursuit avec le IS-3, qui apparaît trop tard pour participer au conflit. Parallèlement, la Russie met en service de nombreux modèles de canons d’assaut (véhicules construits sur un châssis de char mais sans tourelle, ce qui permet de les doter d’armes plus puissantes). Ces engins sont destinés à l'appui de l’infanterie mais certains d’entre eux, dotés de canons de fort calibre peuvent détruire un Tigre. Par exemple le SU-152, un châssis de KV-1 équipé d’un canon de 152 mm, gagne le surnom de Zveroboï  (tueur de bêtes) en référence à sa capacité de détruire les « fauves » allemands (Tigre, Panther, etc.). De nombreux canons d’assaut ou chasseurs de chars seront développés sur la base du châssis du T-34 (SU-85, SU-100, SU-122 etc.) ou du char Staline (ISU-122, ISU-152 etc.).
Chez les Américains, la prise de conscience est beaucoup plus tardive et il n’y a pas d’unanimité – entre d’une part les forces engagées en Afrique puis en Europe, qui sont en contact avec les nouveaux chars allemands et, d’autre part, la direction de l’armement (Army Ground Forces ou AGF) – sur la nécessité de déployer un char lourd en Europe – ou même de mieux armer le char moyen standard M4 (Sherman). À la sous-estimation de la menace s’ajoute le souci constant du soutien logistique et donc de la limitation du nombre de modèles en service . Après le débarquement en Normandie, les rencontres avec le Panther (et avec le Tigre, mais, initialement, ce dernier affronte surtout l’armée britannique) provoquent enfin une prise de conscience qui entraîne :
- dans un premier temps (juillet 1944), le déploiement de chars et de chasseurs de chars équipés d’un canon de 76 mm beaucoup plus performant (malgré la quasi-similitude des calibres) que le 75 mm standard[67] ;
- dans un deuxième temps (septembre 1944), le déploiement de chasseurs de char M36 équipés d’un canon de 90 mm[68] ;
- enfin, dans un troisième temps (février 1945), celui d’un premier contingent de vingt chars lourds M-26 Pershing équipés d’un canon de 90 mm, qui – à ce stade de la guerre – ne peuvent jouer qu’un rôle limité[69].

Chez les Britanniques, la menace est prise au sérieux beaucoup plus tôt et plusieurs solutions sont mises en œuvre. La plus connue, et sans doute la plus efficace, consiste à modifier le char Sherman – qui équipe également la British Army et à le doter du redoutable canon anti-char 17 pounder qui a fait ses preuves sur le terrain et peut percer le blindage du Tigre dans la plupart des situations de combat.
Le char modifié, appelé Firefly (Luciole) est réparti dans les escadrons blindés à hauteur d’un exemplaire par peloton et confirme rapidement son efficacité sur le terrain . Les britanniques équipent également une partie de leurs chasseurs de chars M-10 avec ce canon .
Il faut toutefois rappeler que, dans un conflit entre nations industrielles comme la Seconde Guerre mondiale, la meilleure arme contre le Tigre a sans aucun doute été l’abondance de chars qui, s'ils lui étaient inférieurs en blindage et en armement, l'ont dominé non seulement par le nombre mais également par leur mobilité et leur disponibilité supérieures. C'est notamment le cas pour le T-34 soviétique et le M4 Sherman américain, qui ont tous les deux été produits à plus de 50 000 exemplaires pendant la guerre.

### Autres utilisateurs
Précieux, le Tigre n’a été que parcimonieusement distribué aux alliés de l’Allemagne, le royaume de Hongrie étant le seul à en avoir reçu. La 2e division blindée hongroise en reçoit ainsi dix exemplaires en avril 1944 afin de pouvoir affronter plus efficacement les Soviétiques sur le front ukrainien. Ce don est une décision du maréchal Walter Model et les véhicules proviennent du schwere Panzer-Abteilung 503, alors en cours de rééquipement avec des Tigre II. Les Tigre sont utilisés par les Hongrois pour la première fois le 26 juillet 1944, mais ne peuvent empêcher la débâcle ayant suivi l’opération Bagration et ont probablement été détruits dans la retraite qui a suivi. Un unique Tigre est brièvement en service dans l’armée italienne au cours de l’année 1943, mais est récupéré par les Allemands après la capitulation italienne sans avoir été utilisé au combat. Les Japonais achètent en 1943 un exemplaire pour la somme de 645 000 Reichsmark, plus du double du prix que les Allemands payent pour les leurs. L’expédition du véhicule vers le Japon pose toutefois problème : il est prévu de le démonter et de l’expédier en pièces détachées par Unterseeboot depuis la base de Bordeaux, mais la complexité de l’opération la reporte continuellement. Il se trouve ainsi toujours à Bordeaux en septembre 1944 et est alors incorporé à la Wehrmacht.
Le 2e escadron du 6e régiment de cuirassiers du Gouvernement provisoire de la République française incorpore un Tigre pris au schwere SS Panzer-Abteilung 102 en Normandie. Baptisé Colmar, ce char participe aux combats de la poche de Saint-Nazaire puis à l’occupation de l’Allemagne avant d’être retiré du service en 1946. Il semble également que les Soviétiques aient occasionnellement utilisé des Tigre capturés, mais seulement de manière temporaire du fait des difficultés de maintenance.

### Bilan
La vie opérationnelle du Tigre est constituée de deux séquences. La première s’étend de sa mise en service à l’automne 1942 à la fin de l’année 1943. Pendant cette période, ce char acquiert une solide réputation d’invincibilité en raison de la supériorité de son armement et de son blindage. Ni l’arsenal allié ni celui des Soviétiques ne dispose alors d’un moyen de le contrer efficacement. Néanmoins, certains défauts apparaissent déjà pendant cette période, en particulier le manque d’une doctrine solide dans son utilisation et les difficultés logistiques liées à son emploi. En outre, les erreurs dans son utilisation conduisent à la prise assez rapide de plusieurs exemplaires par les Alliés et les Soviétiques. L’étude de ceux-ci permet alors d’élaborer des armes et des tactiques permettant de les contrer.
La bataille de Koursk est ainsi le signe d’un renversement : pleinement conscient des capacités des Tigre, les Soviétiques ont pu aménager leurs défenses en profondeur et déployer des armes adaptées, notamment l’ISU-152. Cela ouvre la deuxième séquence de la vie opérationnelle du Tigre : il n’est plus utilisé dans son rôle de char de percée, mais dans des contre-attaques et dans un rôle défensif comme forteresse mobile appuyant des unités d’infanterie. Cette disposition lui permet de remporter des succès contre des forces parfois supérieures. Son efficacité est toutefois fortement tempérée par le faible nombre d’exemplaires disponibles en raison de l’attrition mécanique et de la menace aérienne croissante liée à la disparition de la Luftwaffe du ciel. Par ailleurs, le nombre croissant d’armes antichars plus performantes rend son blindage moins efficace à partir de 1944.

### Héritage du Tigre
À partir d’août 1944, le Tigre est remplacé par le Tigre II, plus lourd (70 tonnes), mieux armé et mieux protégé mais qui, loin de corriger les défauts de son prédécesseur (poids, complexité, manque de puissance, fiabilité), les amplifie.
Après la guerre, les principaux modèles mis en service sont davantage comparables – sur le plan du poids - au Panther qu’au Tigre (Centurion britannique, M46, M47 américains) ou même plus légers pour les chars soviétiques (T-54, T-55). Ils sont armés d’un canon de calibre égal ou supérieur à celui du Tigre (90 à 105 mm) mais restent considérés comme des chars moyens. Le char lourd, lui, n'est plus une priorité car, comme le constate la majorité des états-majors, s'il procure un gain d'efficacité de 20 à 30 % par rapport au char moyen, il coûte deux fois plus cher. Les différents programmes de chars lourds sont soit abandonnés après une production limitée (IS-3, IS-4 puis T-10 soviétiques, M-103 américain ou  Conqueror britannique) soit annulés comme l'AMX-50 français .
Les différents concepts de char (char moyen, char lourd, char de rupture, char d'infanterie ou de cavalerie etc.) fusionnent après la guerre sous l'appellation de « char de bataille principal » (Main Battle Tank) . Il faudra attendre les années 1970 pour que le poids de ces tanks atteigne à nouveau ou dépasse celui du Tigre II, mais avec des motorisations deux fois plus puissantes.

## Caractéristiques

### Disposition générale
Le Tigre est organisé selon une disposition classique. La caisse, aux lignes anguleuses rappelant le Panzer IV, est divisée en deux espaces : à l’arrière se trouve le compartiment moteur, ce dernier étant au centre et flanqué des réservoirs de carburant et des radiateurs ; situé en avant du précédent, dont il est séparé par une cloison coupe-feu, le compartiment de combat abrite l’équipage, l’armement et les munitions et est coiffé par la tourelle. Celle-ci est en forme de fer à cheval, avec le toit légèrement incliné vers l’avant, et surmontée du côté gauche par une coupole située au-dessus de la place du chef de char. Le toit ouvre également sur l’extérieur du côté droit par une trappe rectangulaire, derrière laquelle se trouve l’échappement de la ventilation qui permet d’évacuer les fumées de tir de la tourelle.

Bien que le principe de l’installation de la transmission et du bloc de direction à l’arrière ait été expérimenté sur le Neubaufahrzeug, le Tigre reste dans la ligne des autres blindés produits en série par les Allemands avec le positionnement de ces éléments à l’avant, à l’opposé du moteur. L’entraînement de la chenille se fait donc à l’avant, ce qui présente l’inconvénient de prendre plus de place et de rendre la transmission finale et les barbotins vulnérables, mais facilite en revanche la maintenance. Un arbre, qui traverse la cloison coupe-feu et l’ensemble du compartiment de combat, permet d’assurer la transmission primaire entre le moteur et la boîte de vitesses,.

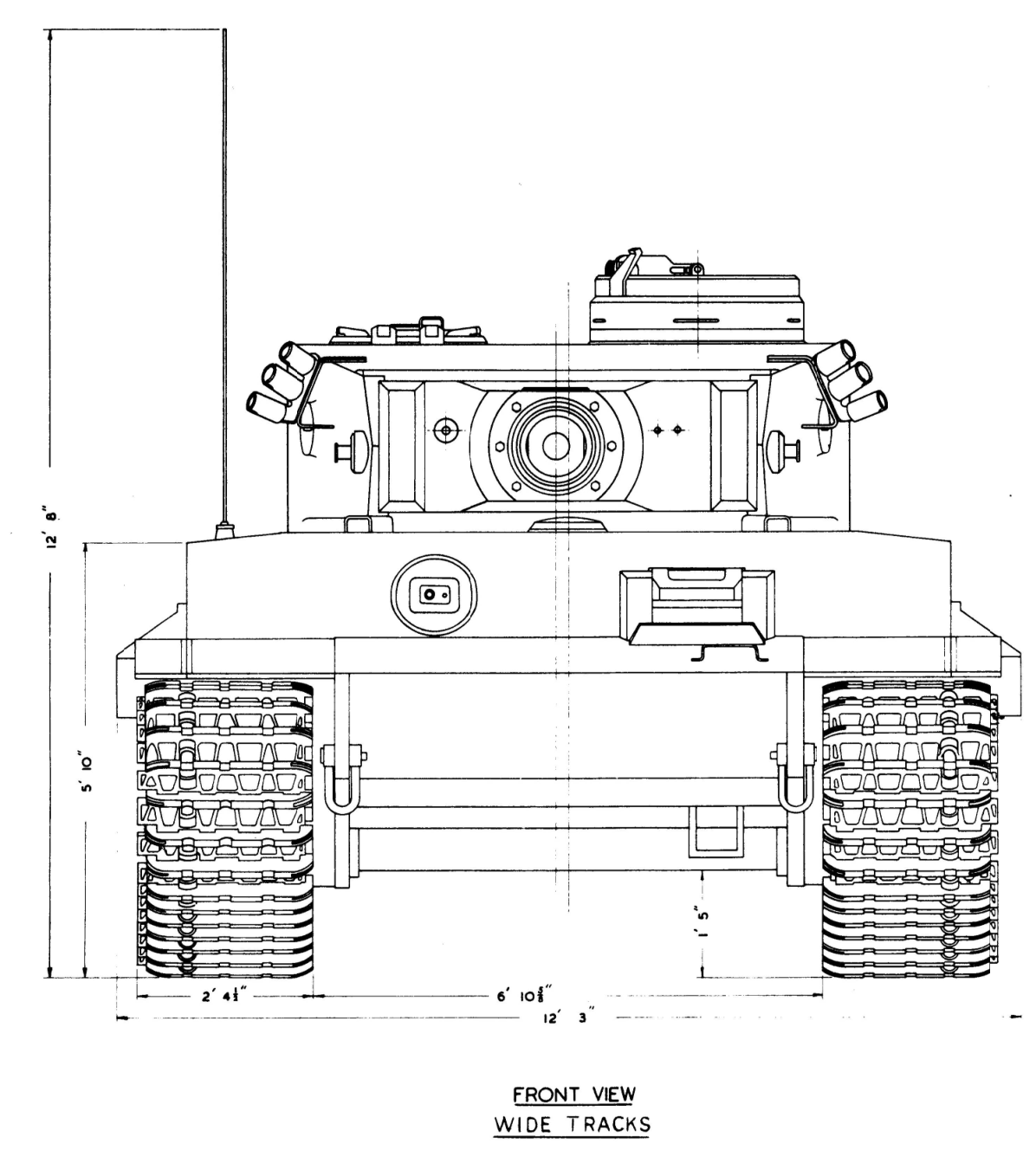
Vue de face.
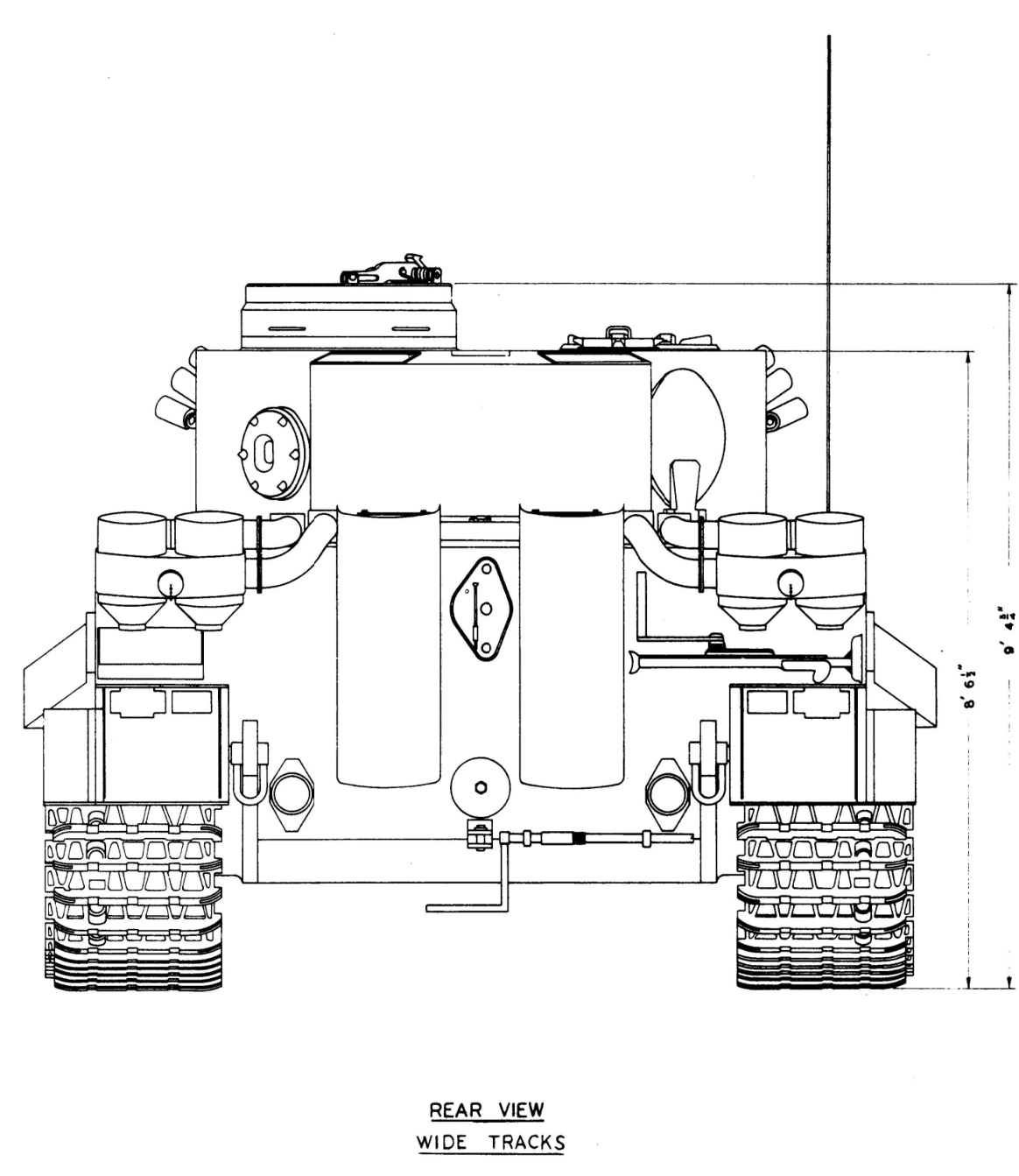
Vue arrière.
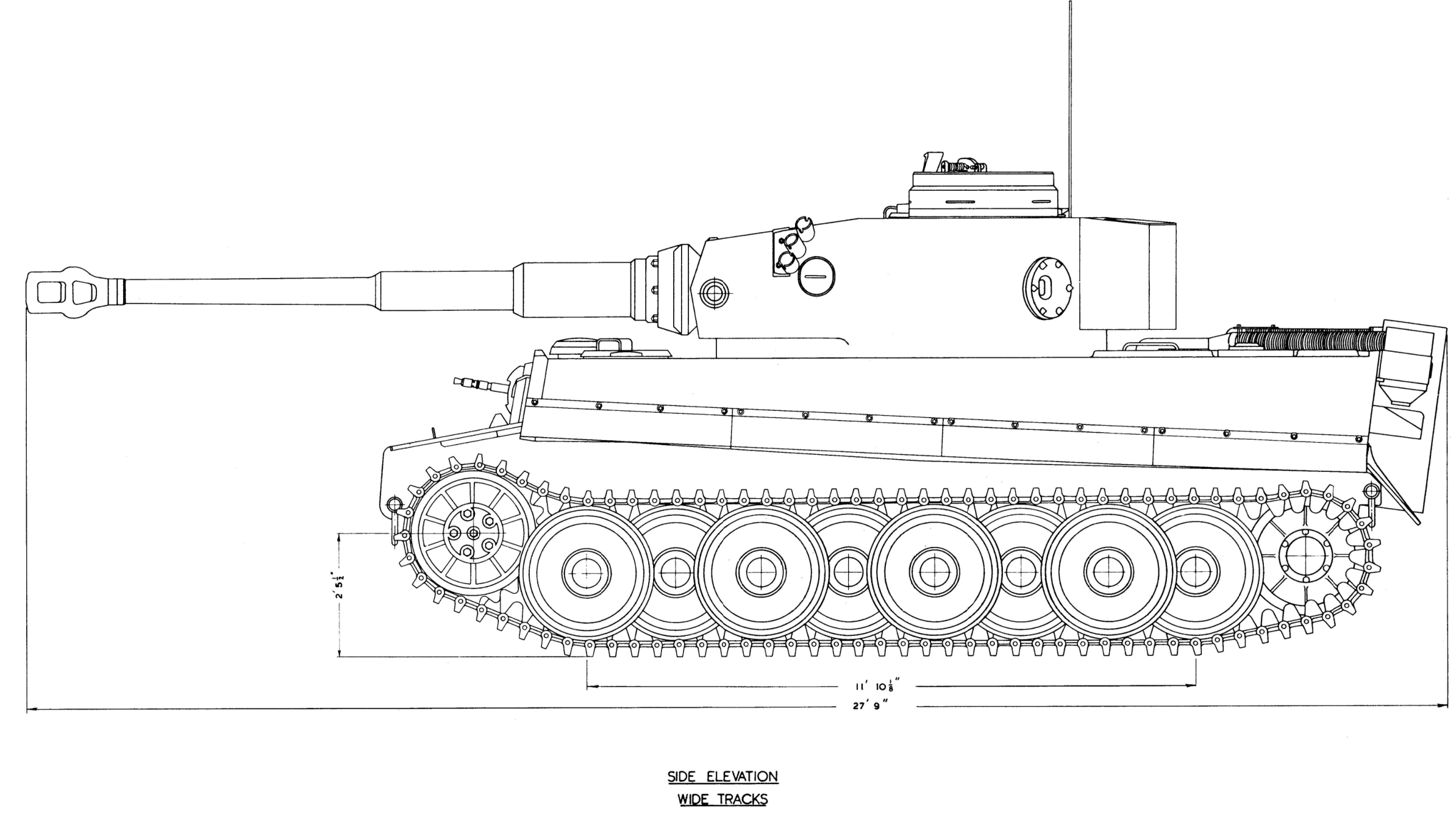
Vue latérale gauche.
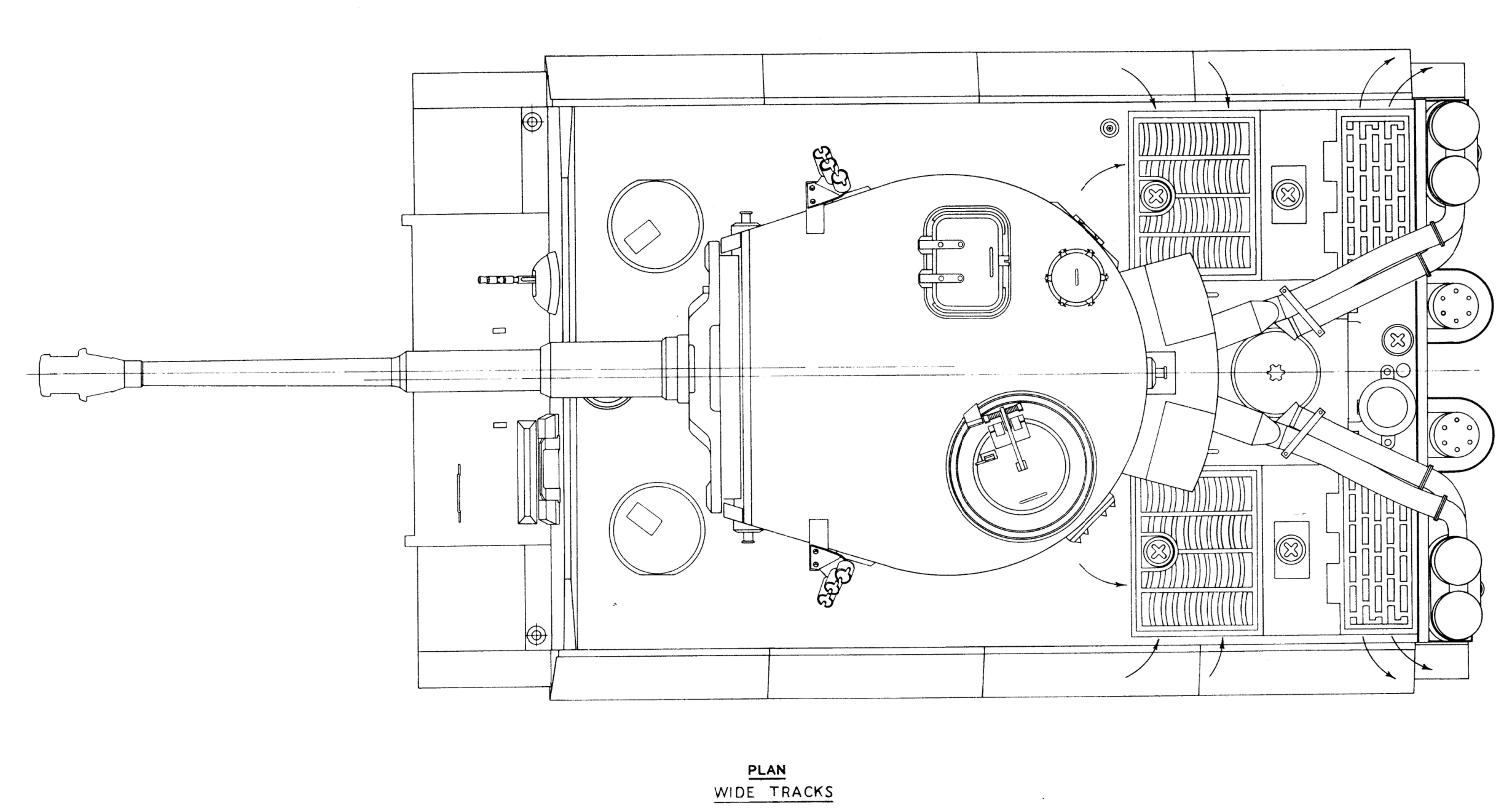
Vue de dessus.
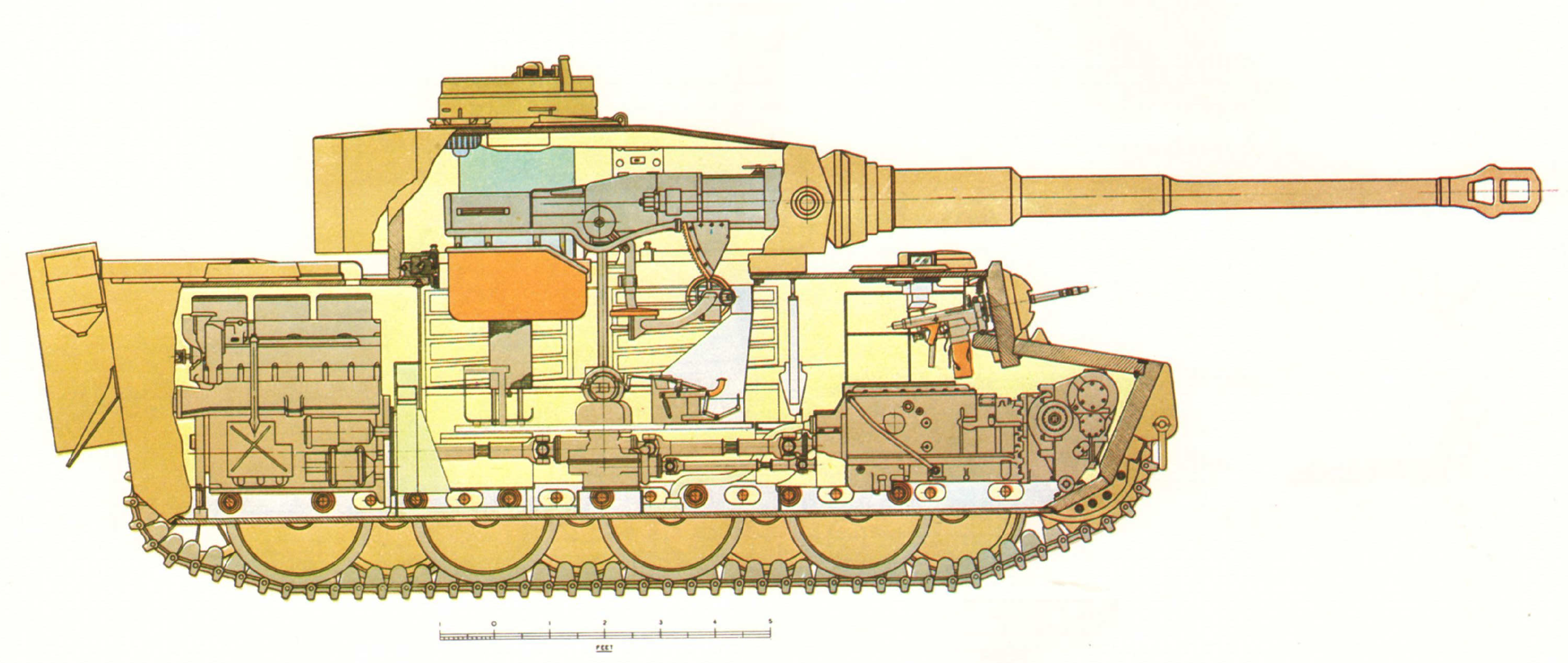
Écorché latéral droit.

### Mobilité

#### Motorisation

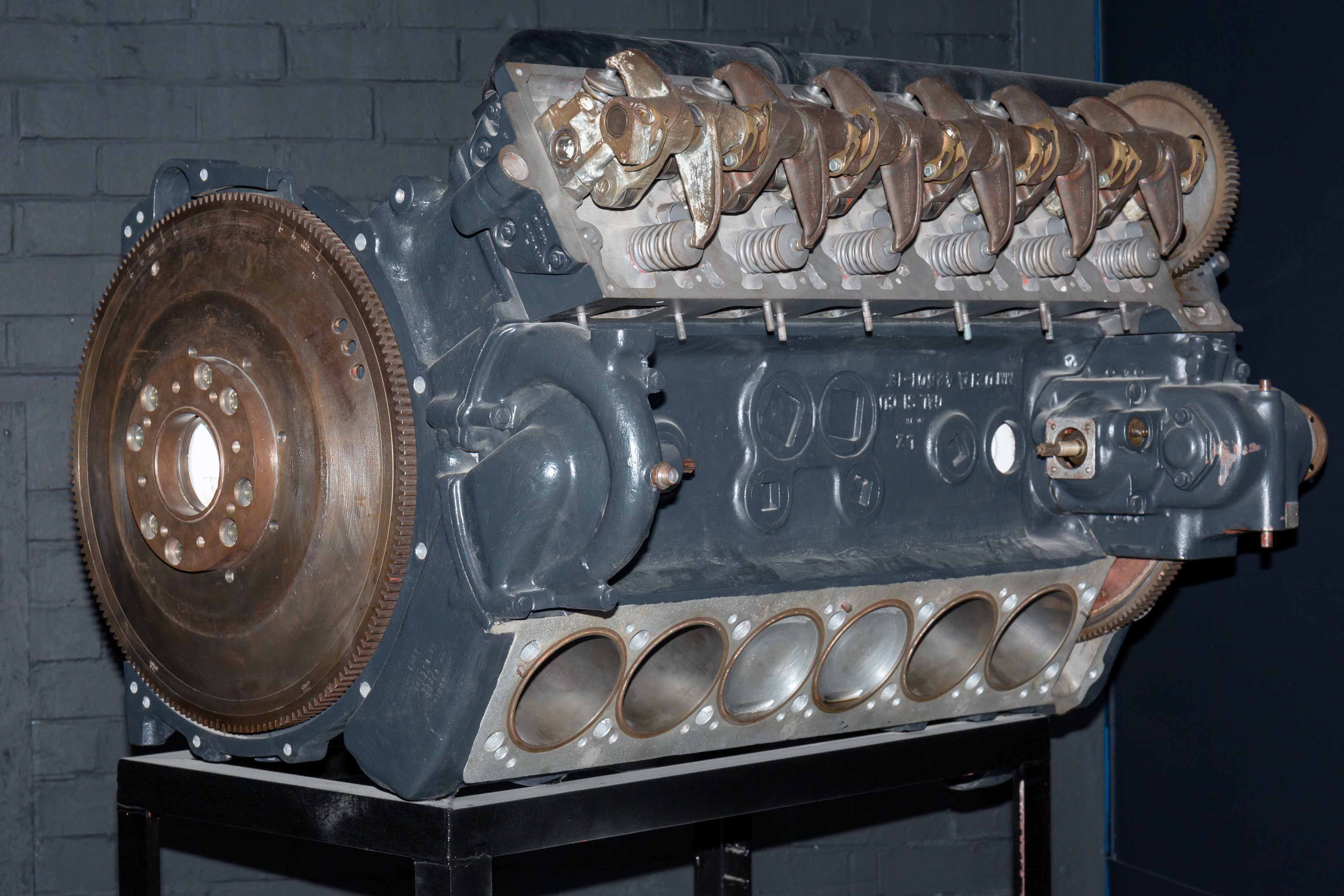
Moteur Maybach HL 210 TRM P45.

Les premiers Tigre produits reçoivent un moteur Maybach HL210 TRM P45 à 12 cylindres disposés en V et refroidissement à eau. Il a la particularité d’avoir un corps en aluminium plutôt qu’en fonte. Conçu spécifiquement pour les chars, ce moteur a une cylindrée de 21,33 L et développe 650 ch à 3 000 tours par minute. Son manque de puissance couplé à un système de refroidissement fragile l’amènent toutefois à fréquemment surchauffer, en particulier lorsque le conducteur est inexpérimenté, causant de nombreuses pannes. Par ailleurs, cet inconvénient est aggravé par des fuites fréquentes sur les conduites d’alimentation en carburant, ce qui augmente considérablement le risque d’incendie.
Afin de résoudre ces problèmes, un nouveau moteur est introduit à partir du 251e exemplaire : le Maybach HL230 P45. Comme son prédécesseur, il s’agit d’un moteur à 12 cylindres en V et refroidissement à eau, mais il est plus puissant et développe 700 ch à 3 000 tours par minute. Monté sur les nouveaux exemplaires, il est aussi substitué au HL210 sur les véhicules existant dès que le moteur doit être remplacé,. Cette nouvelle motorisation n’est toutefois pas exempte de défauts et souffre en particulier d’usure accélérée lorsque le moteur tourne à un régime élevé. Ce problème conduit le fabricant à réduire en novembre 1943 la puissance du moteur, en limitant en usine le régime maximum à 2 500 tours par minute.

#### Transmission et direction
Le Tigre est doté d’une boîte de vitesses Maybach Olvar 40 12 16 comprenant huit vitesses avant et quatre vitesses arrière. C’est un modèle technologiquement avancé pour l’époque. Elle est en effet semi-automatique : le conducteur n’a qu’à présélectionner la vitesse, le changement étant assuré par un système hydraulique. Ce dispositif facilite la conduite, qui est ainsi plus aisée que sur les chars dotés d’une transmission manuelle comme le Panther. Il permet également au Tigre de disposer d’une meilleure accélération que les chars dotés d’un système classique, même quand ils sont plus légers,,.
À la sortie de la boîte de vitesses, se trouve le système de direction à double différentiel L 600 C. Celui-ci est commandé par un volant plutôt que par des leviers comme sur la plupart des autres chars de l’époque. Toutefois, du fait de l’utilisation d’un double différentiel, il n’y a que deux rayons de braquage disponibles pour chaque vitesse. Celui-ci est sélectionné en tournant le volant au maximum ou à mi-course. Lorsqu’il est à l’arrêt, le Tigre peut également tourner sur place, une capacité relativement peu fréquente pour l’époque et dont ne dispose par exemple pas le Sherman,.
Avant d’arriver à la transmission finale, qui fait tourner le barbotin entraînant les chenilles, l’arbre transite par les freins. Ceux-ci sont de deux types : le frein principal servant à réduire la vitesse, actionné par une pédale, et le frein de virage d’urgence, actionné par des leviers.

#### Train de roulement

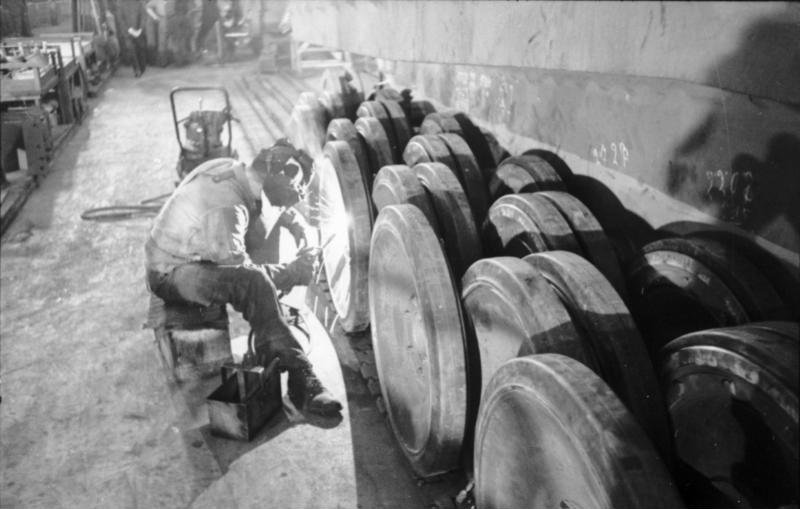
Photographie prise sur la chaîne de montage montrant les quatre rangs entrecroisés de galets de roulement.

Afin de répartir le plus possible la masse importante du Tigre, le train de roulement est composé de chaque côté de vingt-quatre galets de roulement entrecroisés, un système appelé Schachtellaufwerk. Ces galets sont attachés à des bras reliés aux barres de torsion de la suspension, avec trois galets par bras, deux étant groupés et un isolé. L’ordre étant alterné d’un bras à l’autre, l’ensemble des galets d’un côté forme quatre rangs, avec deux rang de galets double au centre, encadrés d’une ligne de galet simple du côté intérieur et du côté extérieur. Cet arrangement, couplé aux larges chenilles, permet de conserver la pression au sol dans les limites du raisonnable, mais présente l’inconvénient de rendre la maintenance longue et complexe : pour intervenir sur l’un des galets de roulement intérieur il faut ainsi démonter jusqu’à douze autres galets. Par ailleurs, ce système est vulnérable à l’accumulation de boue qui, lorsqu’elle gèle en hiver, bloque alors l’ensemble du train de roulement.

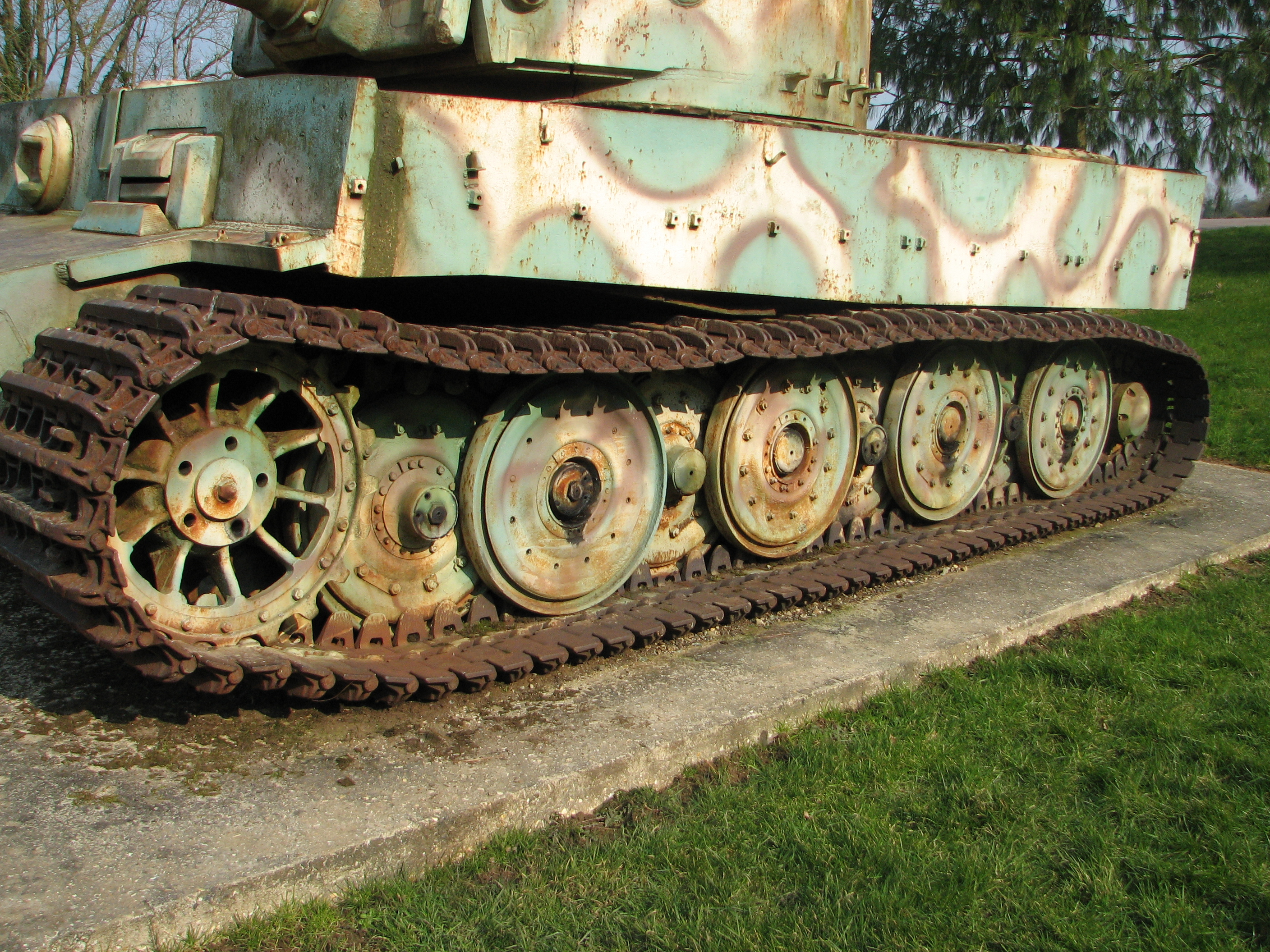
Le modèle de galets de roulement introduit à partir de février 1944.

Les galets de roulement d’origine sont remplacés à partir de février 1944 par un nouveau modèle sur lequel la bande de roulement en caoutchouc est remplacée par une bande d’amortissement interne. Cela permet d’économiser le caoutchouc à un moment où l’Allemagne fait face à des difficultés d’approvisionnement de plus en plus importantes. Par ailleurs, ce nouveau modèle étant plus robuste, il permet de supprimer un rang de galets. La nouvelle disposition est ainsi d’une ligne de galets simples côté intérieur, puis une rangée de galets doubles et enfin de nouveau une ligne de galets simples côté extérieur. Afin de mieux répartir sa masse au sol et limiter le risque d’embourbement, le Tigre est équipé de chenilles de 725 mm de large, dites Marschkette.

#### Mobilité stratégique, opérationnelle et tactique
Il existe trois formes de mobilité pour un véhicule : stratégique, opérationnelle et tactique. La mobilité stratégique est la capacité à amener celui-ci jusqu’au théâtre d’opération. Au vu des longues distances à parcourir et de la consommation en carburant d’un char, le transport par train, porte-char ou bateau est privilégié. Les Allemands utilisent le train dès que possible mais assez rarement, le réseau routier étant généralement inadapté au transport de chars lourds, notamment en Europe de l’Est. Le Tigre présente toutefois l’inconvénient de sortir du gabarit ferroviaire international lorsqu’il est en configuration normale. Afin de résoudre ce problème, il dispose d’un deuxième jeu de chenilles, dites Verladenkette. Celles-ci ne mesurent que 520 mm, ce qui permet de démonter le rang extérieur de galets de roulement et de faire ainsi entrer le véhicule dans le gabarit. Le démontage des galets et l’installation des chenilles de transport prend environ une heure. Le Tigre peut alors être chargé sur un wagon adapté pour les charges lourdes à l’aide d’une rampe.
La mobilité tactique est à l’inverse la performance sur le champ de bataille : les capacités en matière d’accélération, de manœuvre, de franchissement de terrains défavorable sans s’embourber sont ici primordiales. Alors que l’imagerie populaire décrit le Tigre comme un char lent et peu maniable, la recherche et les essais réalisés sur le Tiger 131 après sa remise en état de marche montrent au contraire qu’il s’agit d’un véhicule plus véloce et maniable que la plupart de ses contemporains ; il surclasse notamment le Sherman, tant en franchissement qu’en accélération ou en capacité de manœuvre. Le Tigre pèche toutefois par sa faible mobilité opérationnelle, c’est-à-dire sa capacité à rejoindre le champ de bataille depuis le point de rassemblement du théâtre. Du fait de sa masse importante, il consomme en effet d’importantes quantités de carburant et a donc besoin d’une logistique solide. Par ailleurs, la plupart des infrastructures, notamment les ponts, ne peuvent supporter son passage, ce qui nécessite plus de ressources et de temps pour aménager le chemin. Enfin, les longs trajets génèrent également de l’usure mécanique et peuvent donc entraîner davantage de pannes, problème là encore aggravé par la masse du véhicule qui soumet les composants à des contraintes plus élevées.

### Protection

#### Blindage

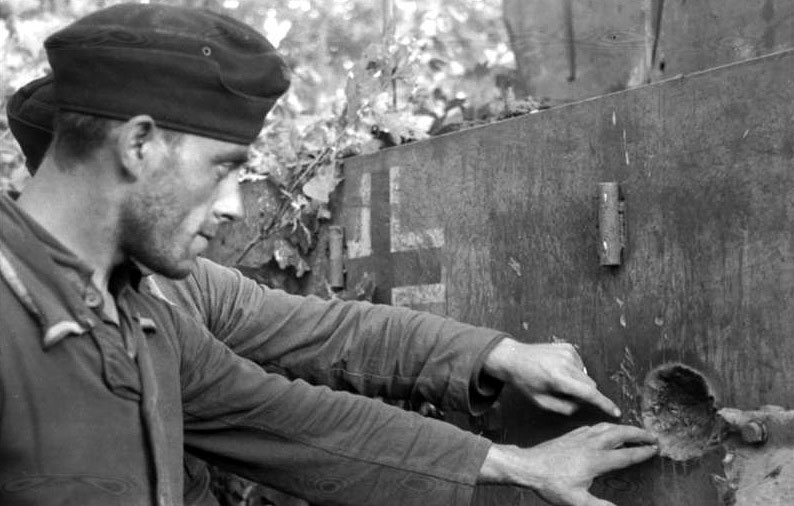
Impact d’obus ayant touché le blindage latéral sans pouvoir le pénétrer, juin 1943, Russie.

Le blindage du Tigre est composé de plaques d’acier laminé assemblée par des queues-d’aronde avant d’être soudées. La valeur de protection repose essentiellement sur l’épaisseur des plaques, sans prise en compte de l’inclinaison, à la différence du T-34. La composition exacte des alliages utilisés est variable selon les fabricants et l’épaisseur des plaques, les plaques plus épaisses ayant en règle générale une dureté plus faible. Ainsi les plaques de 100 mm ont une dureté Brinell comprise entre 265 et 309, tandis que les plaques de 25 mm ont une dureté entre 309 et 353. Afin d’augmenter la résistance à la pénétration tout en conservant une certaine plasticité, les plaques sont durcies en surface pour atteindre une dureté Brinell de 555, bien que ce traitement ne semble pas avoir été systématiquement appliqué.
En dépit de cette conception peu élaborée, l’épaisseur du blindage est telle que le Tigre reste presque impénétrable par les projectiles tirés par les canons de 75 mm des Sherman, Cromwell et Churchill, ainsi que par le canon de 76 mm du T-34. Le Sherman M4A4 et le T-34/85 ont davantage de chances, notamment en attaquant par les côtés, mais restent désavantagés, le Tigre pouvant les détruire bien avant qu’ils arrivent à portée utile. Seuls le canon de 122 mm de l’IS-2 et le 17-pdr britannique constituent des menaces sérieuses, mais ces armes ne sont présentes qu’en faible quantité sur le front jusqu’à la fin de l’année 1944. Afin de pallier la vulnérabilité des barbotins, un bouclier frontal coulissant, dit Vorpanzer, est envisagé lors de la conception, mais n’est finalement pas retenu en production.

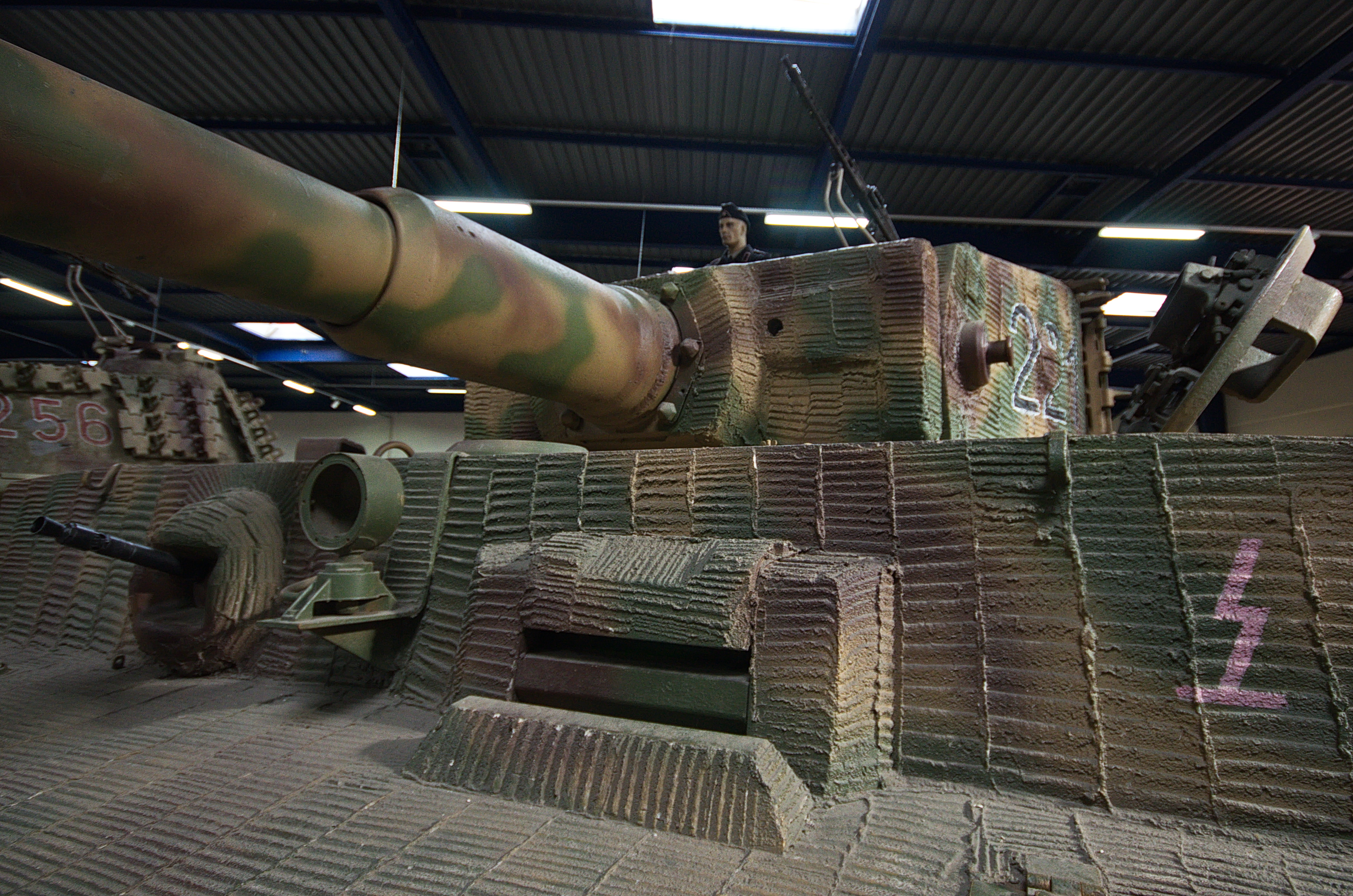
Zimmerit sur le Tigre du musée des blindés de Saumur.

À partir d’août 1943, les Tigre sont recouverts de Zimmerit, un revêtement appliqué sous forme de pâte dont le but est d’empêcher les mines magnétiques d’adhérer à la coque du char. Ce revêtement engendre un débat au sein de l’armée allemande, les équipages affirmant qu’il a tendance à prendre feu lorsque le véhicule est touché, ce que les essais du Waffenamt ne parviennent pas à reproduire. Des expériences menées dans les années 2000 au musée des blindés de Bovington (Grande-Bretagne) ont néanmoins montré que la Zimmerit peut effectivement prendre feu lorsque le revêtement a été peint sans avoir eu le temps de totalement sécher.

#### Défense active
Afin de permettre une protection plus active, les premiers Tigre sont dotés de deux lanceurs pouvant tirer trois grenades fumigènes chacun et installés de part et d’autre de la tourelle. Ce système est toutefois peu apprécié des équipages, du fait que les lanceurs sont insuffisamment protégés : les tirs d’armes légères et les éclats d’obus peuvent faire exploser les grenades dans les tubes, ce qui amène le véhicule à se remplir de fumée. Du fait de ce problème, le dispositif est supprimé à partir de juin 1943.
Afin d’assurer la défense rapprochée du char contre l’infanterie adverse, des lance-bombes S-Minenwerfer tirant des grenades à fragmentation sont installés à partir de décembre 1942 sur le pourtour de la caisse. Ils sont abandonnés en novembre 1943 et remplacés à partir de mars 1944 par le Nahrverteidigungswaffe, un lance-grenades installé sur le toit de la tourelle. Celui-ci cumule les fonctions de ses prédécesseurs et peut tirer des grenades à fragmentation et fumigène ainsi que des fusées éclairantes,.

#### Camouflage et identification

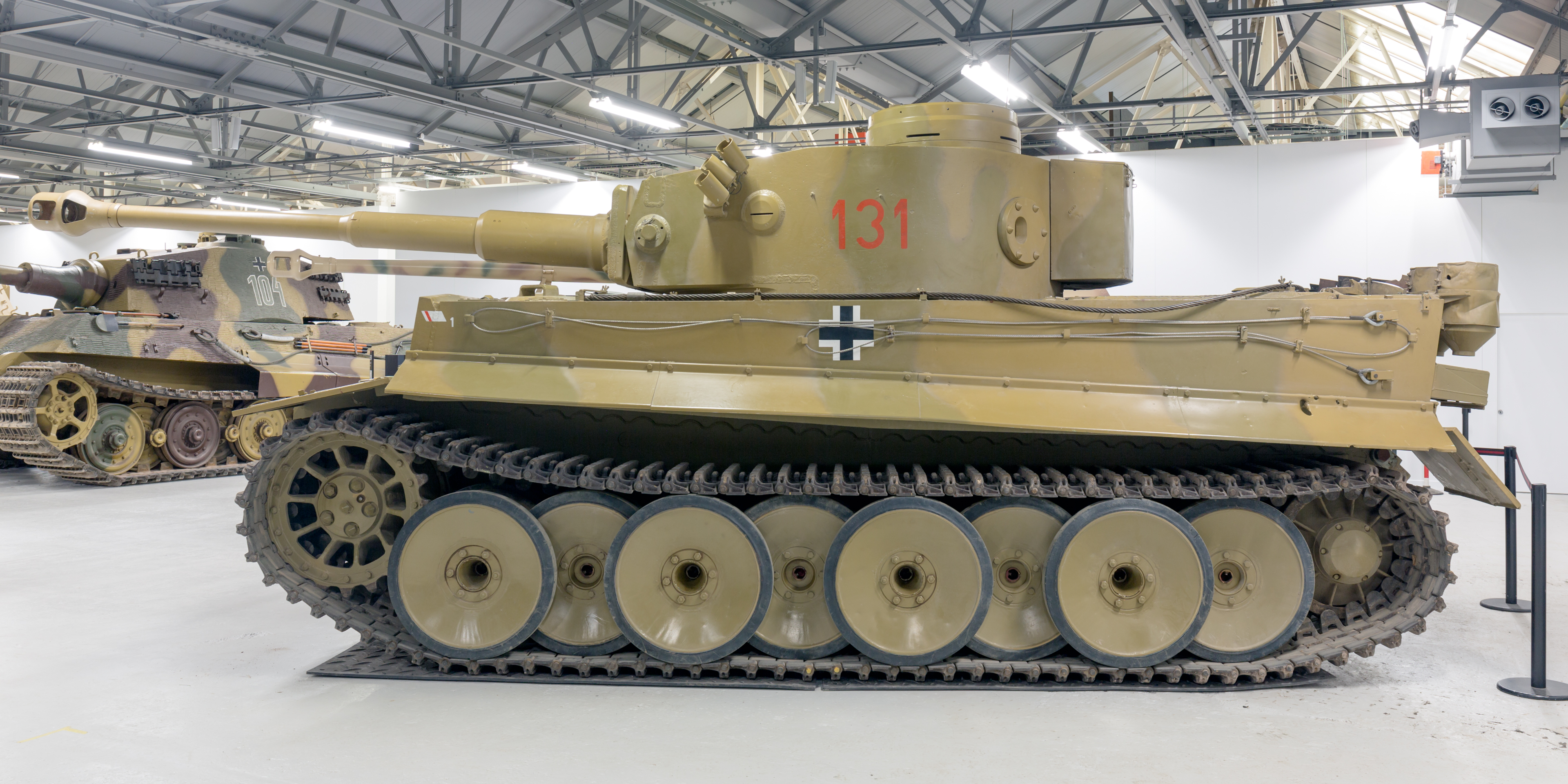
Le Tiger 131 peint selon le schéma en usage sur le théâtre nord-africain avant mars 1942.

Les Tigre sont peints à la fin de l’assemblage à l’usine Henschel. L’ensemble du véhicule — à l’exception du canon qui est laqué et non peint — reçoit d’abord une couche de peinture antirouille rouge. Cet apprêt est ensuite recouvert par de la peinture grise (RAL 7021 Dunkelgrau) au début de la production puis jaune foncé (RAL 7028 Dunkelgelb) à partir de février 1943. Le motif de camouflage est peint par les unités,. Les Tigre utilisés en Afrique sont peints initialement en brun-jaune (RAL 8000 Gelbbraun) avec un tiers couvert de taches gris kaki (RAL 7008 Graugrün). La consigne est modifiée en mars 1942 afin que la couleur de base soit désormais du brun (RAL 8020 Braun) avec du gris (RAL 7027 Grau) ; il ne semble toutefois pas que l’effort ait été fait de repeindre les véhicules ayant le schéma antérieur. En Europe, il est courant de voir à partir de 1943 un schéma composé de bandes vert olive (RAL 6003 Olivgrün) et brun chocolat (RAL 8017 Rotbraun) sur la base jaune foncé. En hiver, les chars combattant en Russie reçoivent par ailleurs un badigeon blanc à la peinture à l’eau pour mieux se fondre dans le paysage.
L’indication de la nationalité est assurée par la Balkenkreuz peinte sur les flancs de la caisse, généralement au milieu, bien que dans certaines unités elle soit apposée plus vers l’arrière. L’identification tactique prend la forme de trois chiffres, de taille et de couleur variable selon les unités. Ceux-ci sont peints sur la tourelle et indiquent dans l’ordre le numéro de compagnie, le numéro de peloton et le numéro du véhicule ; 131 désigne donc le premier char du troisième peloton de la première compagnie. Des systèmes alternatifs existent toutefois, notamment dans la SS où le numéro tactique ne compte que deux chiffres précédés de la lettre S.

### Armement et équipement

#### Armement principal

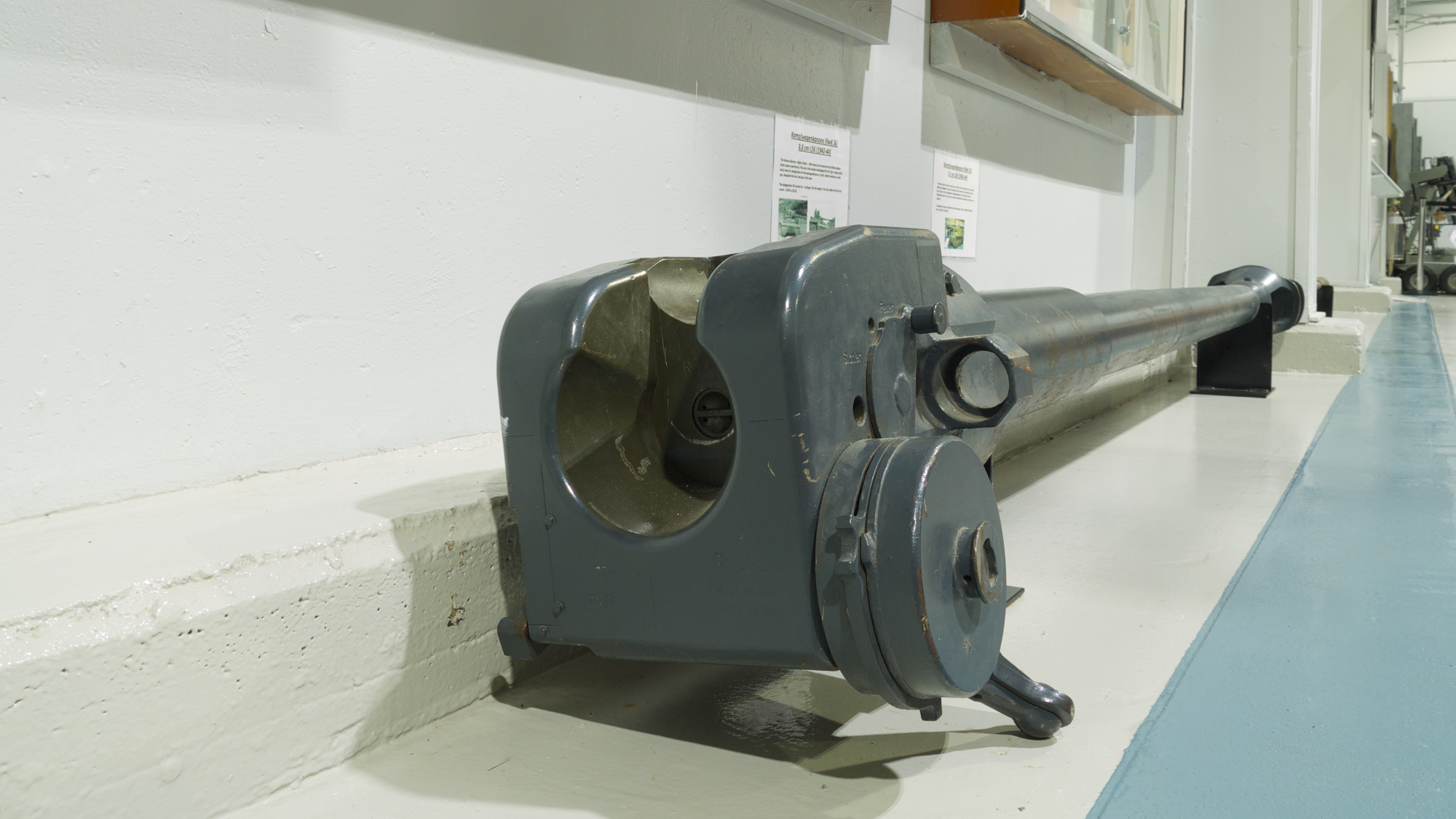
Canon 8.8 cm KwK 36L/56 au Base Borden Military Museum

L’armement principal du Tigre est le 88 mm KwK 36 L/56 fabriqué par Krupp et dérivé du canon antiaérien Flak 36. Le recul de ce dernier étant trop important pour pouvoir être installé en l’état dans le char, il a fait l’objet de plusieurs modifications permettant d’atténuer ce phénomène. L’adjonction d’un frein de bouche permet ainsi de compenser le recul de 70 %, tandis qu’un frein de recul et un récupérateur le réduisent encore respectivement de 25 % et 5 %. En dépit de ces améliorations, l’équipage doit rester vigilant à ce que le recul reste dans les limites prescrites : bien que le maximum possible soit de 620 mm, le tir doit être interrompu lorsqu’il dépasse 580 mm ; il est par ailleurs interdit d’utiliser le canon si le frein de bouche est manquant ou endommagé. La durée de vie du tube est en principe de 6 000 tirs, mais le nombre de tubes de rechange étant très limité, il est improbable que l’usure ait été un motif de remplacement, les pièces étant plus probablement conservées pour les cas où le tube aurait été endommagé au combat.
Le tireur dispose d’un viseur TZF 9b binoculaire d’un grossissement de 2,5 ×, puis TZF 9c monoculaire à partir de mars 1944. Les gravures en V inversés permettent au tireur d’évaluer la distance de la cible et sa vitesse de mouvement. Pour suivre sa cible sans la quitter des yeux, il peut contrôler le système hydraulique de rotation de la tourelle en appuyant sur une pédale : vers l’avant pour tourner vers la droite et vers l’arrière pour tourner vers la gauche. La vitesse de rotation est variable selon le régime du moteur : à pleine puissance, une rotation complète prend environ soixante secondes, mais elle peut dépasser cinq minutes si le moteur tourne au ralenti. L’ajustement fin de la visée se fait manuellement avec des volants, qui peuvent également remplacer le système hydraulique en cas de panne ou lorsque le moteur est éteint, bien que l’effort requis dans ce cas soit important,.

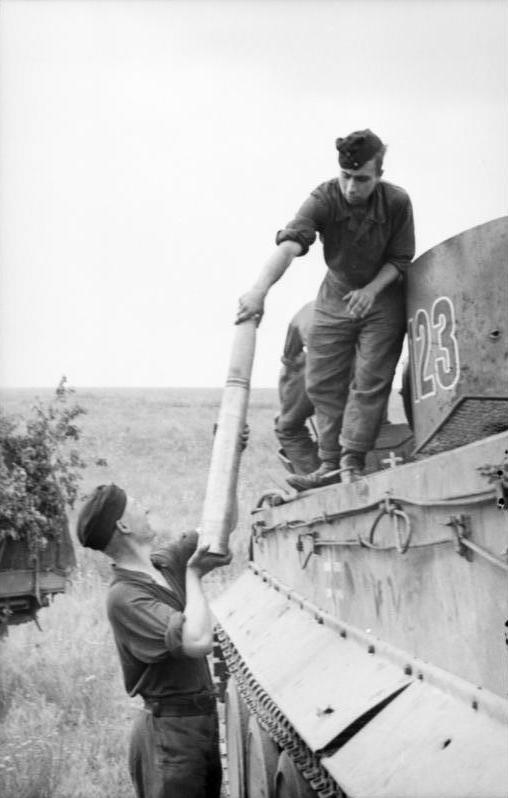
Rechargement en obus en juin 1943 en Russie.

La dotation standard est de 92 obus, dont 46 obus explosifs et autant d’obus antichars. Les premiers emportent une charge explosive de 710 g d’amatol et peuvent être équipés de fusées à temps ou à percussion. Les seconds peuvent être de plusieurs types. Le plus répandu est le Panzergranate (Pzgr) 39, un obus perforant doté d’une charge explosive et conçu pour pénétrer le blindage de la cible grâce à l’énergie cinétique avant d’exploser à l’intérieur. Le Pzgr 40, un obus perforant à cœur de tungstène, est considérablement plus performant, mais n’est disponible qu’en très faible quantités en raison de la pénurie de ce métal. Outre les obus perforants, le canon du Tigre peut également tirer le Gr 39 HL, un obus à charge creuse. Celui-ci est moins performant et précis que le Pzgr 39, mais plus polyvalent, car il peut servir également d’obus explosif. En théorie ces obus ne sont pas interchangeables avec ceux du Flak 36 en raison de l’amorce différente : à percussion pour ces derniers et électrique pour les premiers ; il semble toutefois que la pratique de subtiliser des obus dans les stocks de la Flakartillerie avant d’en remplacer les amorces ait été répandue parmi les équipages de Tigre.
La distance normale d’engagement est comprise entre 600 m et 2 000 m, distance maximale à laquelle un coup au but au premier tir est probable. Le canon est toutefois capable de détruire la plupart des chars alliés et soviétiques au-delà de cette distance : les témoignages rapportent ainsi la destruction par un Tigre de cinq T-34 de front à 3 000 m, tandis qu’un autre aurait mis hors de combat un M4 Sherman à 3 400 m en Afrique. Il est par ailleurs fréquent que les projectiles atteignant un char à moins de 1 000 m le traversent sur toute sa longueur, moteur compris. Les performances brutes mesurées sur champ de tir sur des plaques d’acier inclinées à 30° montrent que l’obus Pzgr 39 peut les perforer sur une épaisseur de 99 mm à une distance de 1 000 m et encore de 83 mm à 2 000 m. Avec le Pzgr 40, ces valeurs sont portées à respectivement 138 et 110 mm. De par sa nature même, le Gr 39 HL peut perforer 90 mm de blindage, quelle que soit la distance. Par comparaison, le blindage frontal de la caisse du M4 Sherman n’est que de 51 mm et celle de l’IS-2, un des plus redoutables adversaires qu’un Tigre peut rencontrer, est de 120 mm,. D’après le manuel du Tigre, en situation de combat, il est possible de toucher avec le Pzgr 39 une cible de 2 m de côté avec une précision proche de 100 % jusqu’à 1 000 m. Celle-ci est toutefois divisée par deux à 2 000 m et n’est que de 19 % à 3 000 m.
| Canon             | Munition | Poids   | Vitesse | 100 m | 500 m | 1000 m | 1500 m | 2000 m |
| ----------------- | -------- | ------- | ------- | ----- | ----- | ------ | ------ | ------ |
| 88 mm KwK 36 L/56 | PzGr 39  | 10.2 kg | 773 m/s | 120   | 110   | 99     | 91     | 83     |
| 88 mm KwK 36 L/56 | PzGr 40  | 7.3 kg  | 930 m/s | 171   | 156   | 138    | 123    | 110    |
| 88 mm KwK 36 L/56 | GR 39 HL | 7.65 kg | 600 m/s | 90    | 90    | 90     | 90     | 90     |

#### Armement secondaire
L’armement secondaire du Tigre est composé de deux mitrailleuses MG34, l’une étant coaxiale au canon et l’autre installée en proue. La mitrailleuse de proue est installée dans une monture à boule afin d’éviter que des éclats ou des tirs d’armes légères puissent blesser le tireur et son canon est également blindé pour prévenir ce type de dommages. La mitrailleuse coaxiale est actionnée par le tireur avec une pédale et la visée s’effectue avec le viseur du canon. Lorsque la trappe du chef de char est modifiée en juillet 1943, un rail est prévu pour pouvoir ajouter une troisième MG34 à des fins de défense antiaérienne. La dotation en munitions pour ces armes est de 4 800 cartouches réparties en 32 ceintures de 150 balles.
Afin de permettre à l’équipage de se défendre en cas d’évacuation, la dotation standard comporte également un pistolet-mitrailleur MP40, qui est stocké sur la paroi intérieure arrière de la tourelle. Il s’agit de la seule arme individuelle fournie à l’équipage, dont les membres ont toutefois le droit de porter un pistolet P38 s’ils le souhaitent, bien que cette pratique ne semble pas avoir été répandue. Ces armes peuvent également être utilisées depuis l’intérieur du véhicule via les sabords présents sur les flancs de la tourelle.

#### Communications
La communication à l’intérieur du Tigre est assurée par un système d’interphone composé d’un laryngophone et d’écouteurs. Tous les membres d’équipage en sont dotés à l’exception du chargeur, le câble risquant de gêner ses mouvements. Pour la communication entre véhicules, tous les Tigre sont équipés d’un émetteur-récepteur Fu 5, dont la portée maximale est de 6 km lorsque les conditions sont favorables. Les véhicules affectés aux chefs de pelotons disposent en plus d’un récepteur Fu 2, tandis que les commandants des échelons supérieurs utilisent une variante spéciale du Tigre. Celle-ci est adaptée pour le commandement avec un émetteur-récepteur Fu 7 ou Fu 8 en plus de la Fu 5, ainsi que d’antennes supplémentaires et d’un générateur électrique pour alimenter l’équipement lorsque le moteur est éteint.
Les pannes de radio sont fréquentes en raison des conditions difficiles auxquelles est soumise l’électronique, notamment les vibrations. Pour pouvoir continuer de communiquer dans ces cas ou lorsque le silence radio est imposé, le chef de char dispose également de drapeaux pour les échanges de jour et d’une lampe pour les échanges de nuit, ainsi que d’un pistolet lance-fusées.

### Équipage

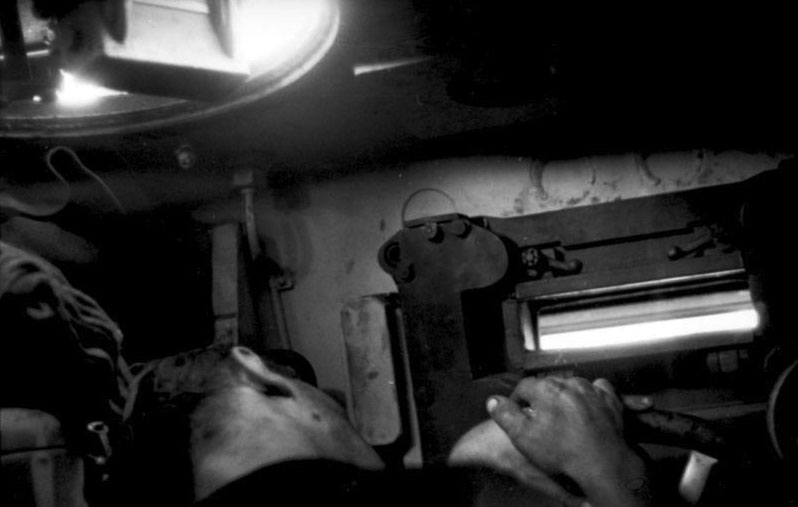
Le champ de vision du conducteur est très limité.

L’équipage est composé de cinq hommes : le chef de char se trouve à l’arrière gauche de la tourelle, derrière le tireur, tandis que le chargeur se trouve de l’autre côté du canon, à droite de la tourelle ; le conducteur et le radio sont assis à l’avant de la caisse, à gauche et à droite respectivement. Le chef de char dirige le reste de l’équipage : il indique au conducteur la direction à suivre et au tireur quelle cible engager, avec quelle arme et quel type de munition. Pour effectuer ces tâches, il est essentiel pour lui d’avoir une bonne perception de l’environnement du véhicule et de la situation de combat et il garde donc aussi souvent que possible la tête en dehors de la tourelle, même lors des affrontements. La coupole d’origine du chef de char est l’objet de nombreuses critiques à cet égard : non seulement sa hauteur la rend vulnérable, mais la trappe s’ouvre en plus à la verticale, ce qui en fait une cible visible de loin ; elle tend de surcroît à dévier les projectiles dans la tête du chef de char lorsqu’elle est ouverte et l’oblige à sortir à mi-corps de la tourelle pour la fermer. Pour résoudre ces problèmes, un nouveau modèle est introduit à partir de juillet 1943 avec un profil moins élevé et une trappe s’ouvrant à l’horizontale. Le tireur pointe le canon et la mitrailleuse coaxiale et tire lorsque le commandant lui en donne l’ordre. Le chargeur approvisionne le canon et la mitrailleuse coaxiale en munitions ; il évacue également les douilles en les jetant par l’une des trappes de la tourelle. Il est d’usage pour tous les membres d’équipage de débuter en tant que chargeur avant de prendre une autre fonction lorsqu’une place se libère.

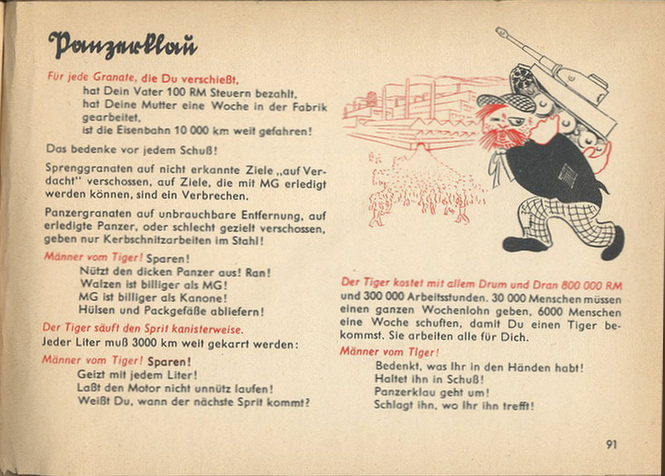
Page du Tigerfibel incitant les équipages à être soigneux et économes en munitions et carburant.

Le travail du conducteur est plus simple que sur la plupart des autres chars de l’époque : le volant et la boîte de vitesses semi-automatique permettent de conduire et de changer les vitesses en même temps sans nécessiter un grand effort physique. La visibilité depuis le poste de conduite est en revanche très limitée : si sur les tout premiers exemplaires le conducteur dispose d’un périscope, celui-ci est supprimé dès février 1943. Il ne lui reste ainsi qu’une étroite fente de vision dont il doit se contenter même en dehors du combat : la trappe d’accès au poste de conduite étant désaxée par rapport au siège, il n’est pas possible de conduire avec la tête à l’extérieur. Outre les communications, le radio s’occupe également de l’intendance pour le reste de l’équipage et notamment de la préparation des repas.
La qualité de la formation des équipages est un problème pendant presque toute la guerre : si au début seuls les meilleurs équipages des Panzertruppen sont transférés sur le Tigre, les pertes imposent de plus en plus le recours à des recrues totalement inexpérimentées. Ceci et la nécessité d’abréger la formation initiale en raison des besoins en personnel et du manque de matériel amène les Allemands à produire un livret didactique à destination des équipages, le Tigerfibel. Celui-ci contient des conseils et l’essentiel à retenir sous forme humoristique et avec des dessins légers, notamment de pin-up, pour mieux retenir l’attention.

## Variantes

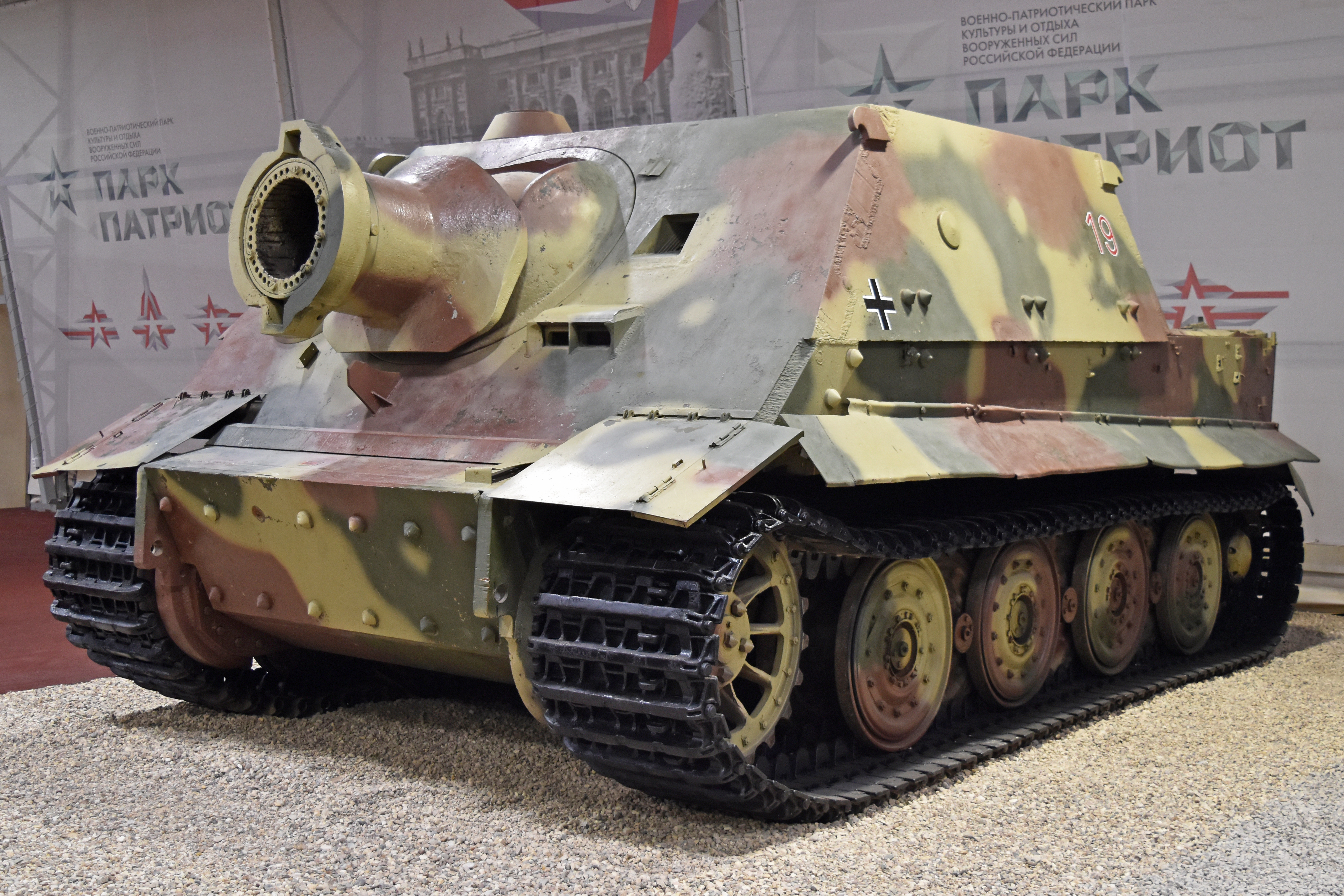
Sturmtiger conservé au musée des blindés de Koubinka.

Le Panzerbefehlswagen Tiger est une variante de commandement destinée aux commandants d’unités. Ils disposent de davantage d’équipement radio, avec un émetteur-récepteur FuG 7 ou FuG 8 en plus du FuG 5 dont sont équipés tous les Tigre. Ils sont ainsi reconnaissables à l’antenne supplémentaire située à l’arrière de la caisse permettant d’opérer cet équipement : une antenne en étoile pour le FuG 8 ou une antenne droite de 1,4 m pour le FuG 7. Un générateur permet par ailleurs d’alimenter en électricité les radios lorsque le moteur est éteint. Afin de permettre l’installation de ce matériel, la version de commandement emporte seulement 66 obus et ne dispose pas de la mitrailleuse coaxiale,.
Le Sturmtiger, de son nom complet Sturmmörserwagen 606/4 mit 38 cm RW61, consiste en un mortier de 380 mm monté dans une casemate soudée sur un châssis de Tigre. Cette arme tire d’imposants projectiles de 325 kg propulsés par un moteur-fusée lui offrant une portée de 4,6 km. Prévu pour les assauts sur des centres urbains comme Stalingrad, la production ne débute qu’à l’été 1944, à un moment où l’intérêt d’une telle arme est limité. Les dix-huit véhicules produits sont utilisés pour écraser le soulèvement du ghetto de Varsovie, dans les Ardennes et dans la Ruhr, mais n’ont aucun impact significatif sur le déroulement des combats,.
La présence sur des photographies prises en Italie d’un Tigre avec un treuil a donné naissance à des suppositions concernant l’existence d’une version de dépannage. Des recherches plus approfondies ont toutefois montré que ce véhicule particulier est une modification de terrain entreprise par le schwere Panzer-Abteilung 508 pour convertir un de ses Tigre en véhicule de déminage improvisé. Le treuil et la grue installés sur la tourelle ont ainsi pour but de permettre de déposer une charge explosive en avant du char afin de faire exploser des mines.
Dans les derniers mois de la guerre, Hitler devient persuadé qu’équiper des chars Tigre avec un lance-flammes est la solution aux difficultés militaires de l’Allemagne. Le développement d’un Flammtiger pouvant projeter un jet enflammé jusqu’à 140 m est donc lancé en janvier 1945, bien que l’ensemble de la commission de développement des chars considère que le projet est absurde, un Tigre normal ayant bien plus de valeur militaire selon eux. Le 19 mars 1945, Hitler place le projet sur la liste prioritaire. En parallèle, le matériel pour construire un prototype est chargé sur un train en direction de l’usine Wegmann de Cassel pour y être assemblé. En raison des difficultés de transport, le convoi est cependant redirigé vers l’usine MIAG de Brunswick, où il n’arrive que début avril. L’effondrement de l’Allemagne dans les semaines qui suivent empêchent l’assemblage d’être mené à terme et le véhicule ne voit finalement pas le jour.

## Originaux, copies et faux

### Tigre survivants

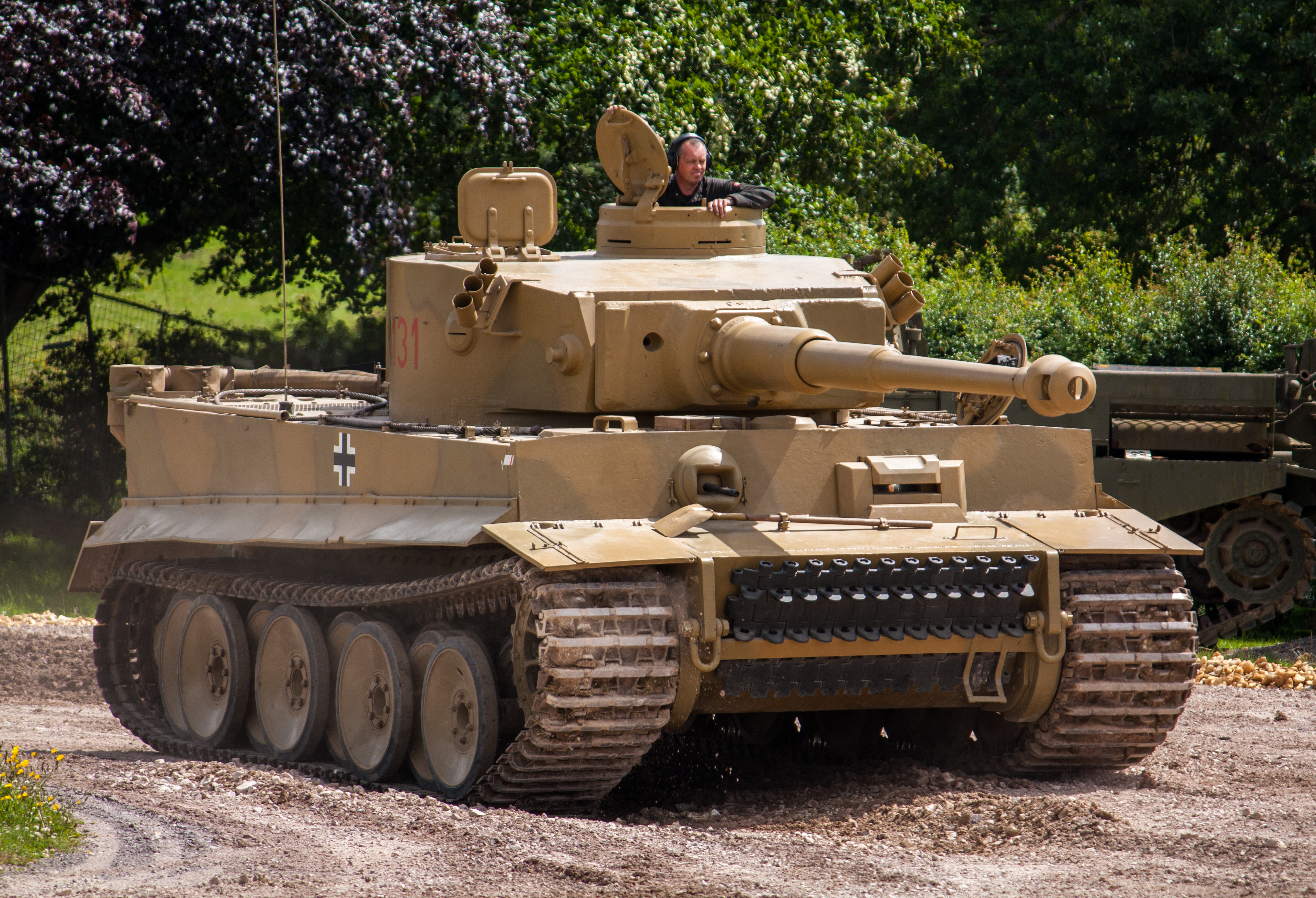
Le Tiger 131 du Bovington Tank Museum lors d’une démonstration en 2012.

En dépit de sa force symbolique — ou peut-être à cause d’elle, seuls six Tigre originaux, c’est-à-dire complets et avec la majorité de leurs composants d’origine sont connus. Le plus connu est le Tiger 131, Fahrgestell Nummer 250122 conservé au musée des Blindés de Bovington. Sorti d’usine en février 1943, cet exemplaire particulier est attribué au schwere Panzer-Abteilung 504. Arrivé en mars 1943 à Tunis, il est endommagé et abandonné le 19 avril puis récupéré le 7 mai 1943 par les Britanniques, qui l’expédient en octobre au Royaume-Uni pour l’étudier en détail. Cédé au musée des blindés de Bovington le 25 septembre 1951, il fait, entre le début des années 1990 et celui des années 2000, l’objet d’une restauration de grande ampleur qui permet de le remettre en état de marche.
En France, le Tigre de Vimoutiers (Fahrgestell Nummer — numéro de chassis — 251184 et numéro de tourelle 251113) a appartenu au schwere SS-Panzer-Abteilung 102. Il est abandonné et sabordé le 20 août 1944 après être tombé en panne en montant une colline près de Vimoutiers. Poussé dans le fossé pour dégager la route, il reste en place jusqu’au milieu des années 1970, lorsqu’une tentative de le ferrailler amène l’État à intervenir à la demande de la population locale. Classé monument historique en 1975 il est placé au bord de la route comme monument commémoratif, mais est en mauvais état,. Un autre Tigre se trouve au musée des Blindés de Saumur ; il provient de la même unité et porte le Fahrgestell Nummer 251114. Il est capturé par les Forces françaises de l’intérieur pendant l’été 1944, puis sert dans l’armée française sous le nom de Colmar.
La Russie possède également deux Tigre, l’un, conservé au musée des Blindés de Koubinka, est une variante de commandement ; l’autre, qui se trouve au musée historique militaire de Lenino-Snegiri, a servi dans l’après-guerre de cible sur un champ de tir et n’est guère plus qu’une épave, dont le canon est par ailleurs un faux installé pour lui donner l’air plus complet.
Enfin, le Tigre Fahrgestell Nummer 250031, dit « Tiger 712 », est capturé par les Américains en Tunisie en 1943. Expédié au centre d’études d’Aberdeen, il fait l’objet d’études jusqu’en mars 1945, date à laquelle il rejoint le musée. Pour les besoins de la muséographie, le côté gauche de la tourelle et de la caisse sont alors découpés pour révéler l’intérieur. Exposé à l’extérieur à partir de 1973, il se dégrade peu à peu. En mauvais état en 1989, il est prêté au Sinsheim Auto & Technik Museum en échange de sa restauration, mais finit entre les mains d’un collectionneur privé dans des circonstances peu claires. Son emplacement et son état n’étaient pas connus en 2011,.

### Copies et faux

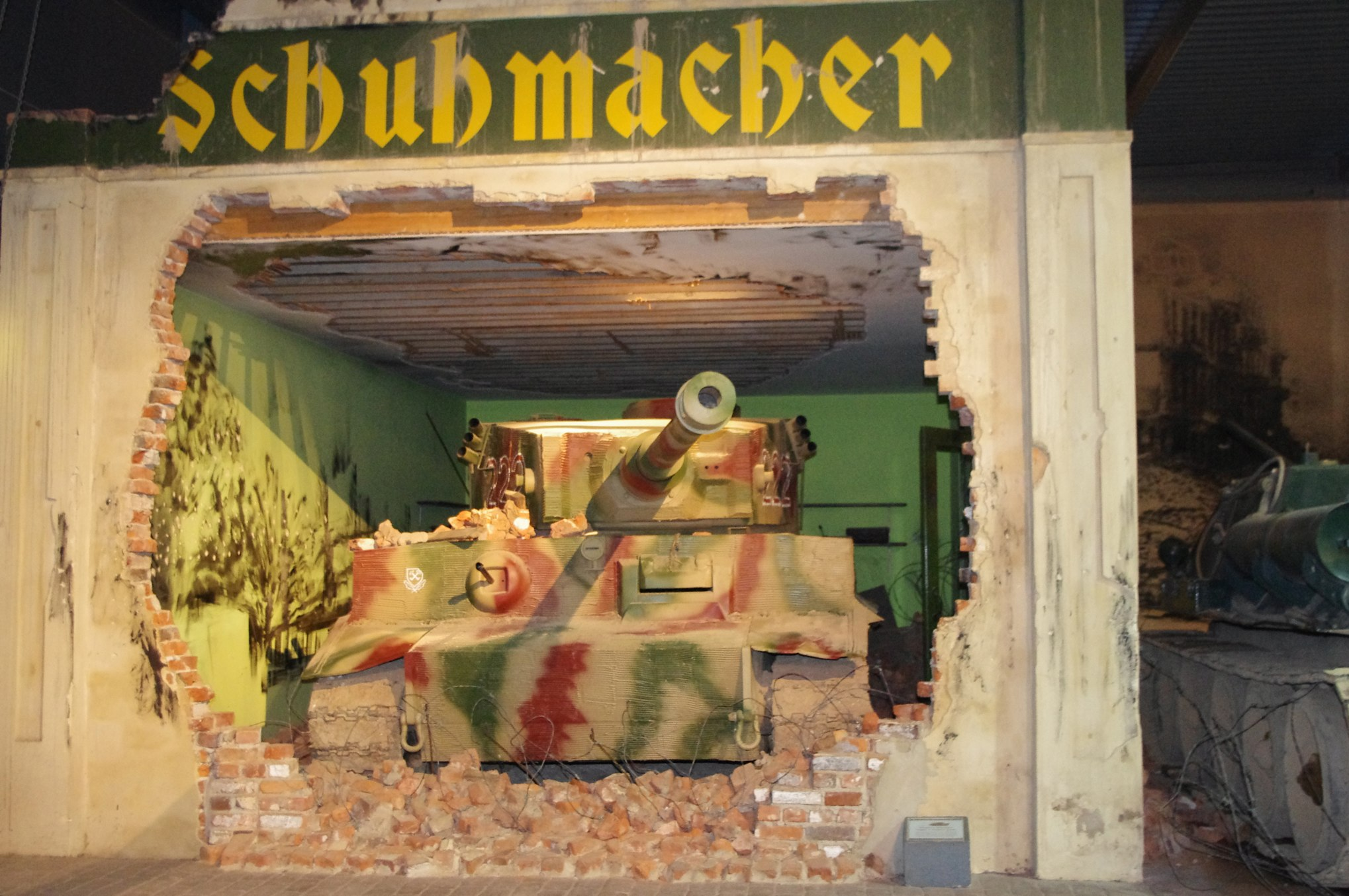
T-34 maquillé en Tigre utilisé pour le film Il faut sauver le soldat Ryan.

Du fait du peu de Tigre originaux disponibles, le besoin de disposer de copies a émergé afin de satisfaire les besoins de musées, de collectionneurs, des amateurs de reconstitutions historiques et l’industrie cinématographique. En effet, seule une poignée de films a été tournée avec des Tigre originaux, notamment Theirs is the Glory en 1946 et They were not divided en 1950. Le seul postérieur à 1950 est Fury, sorti en 2015 et dans lequel apparaît le Tiger 131 du musée de Bovington,. Généralement les Tigre visibles dans les productions cinématographiques ou dans les reconstitutions sont d’autres chars, comme des T-34 ou des T-54, dont la superstructure est habillée pour donner l’apparence désirée. De tels artifices sont par exemple utilisés avec plus ou moins de vraisemblance dans les films De l'or pour les braves, Il faut sauver le soldat Ryan ou Le Tigre blanc. La solution moins coûteuse de maquiller un véhicule à roues existe également.
Certains collectionneurs ou musées entreprennent également de créer une copie à partir d’un mélange de composants d’origine rassemblés au gré des ventes et de pièces neuves. Ces pratiques sont exploitées par des réseaux mafieux, qui approchent des collectionneurs pour leur vendre à prix d’or des pièces d’origines issues du marché noir ou, plus souvent, des faux, quand il ne s’agit pas de vol pur et simple.

### Chiffres de production
|                        | 1942 | 1943 | 1944 | Total |
| Modèle standard        | 70   | 589  | 601  | 1 260 |
| Modèle de commandement | 0    | 49   | 40   | 89    |
| Véhicules reconstruits | 0    | 1    | 34   | 35    |
| Total livrés           | 70   | 639  | 675  | 1 384 |
| Cible de production    | 109  | 717  | 615  | 1 441 |

### Données techniques
| Date                     | 1942      | 1943        | 1944                                                |
| ------------------------ | --------- | ----------- | --------------------------------------------------- |
| Équipage                 | 5         | 5           | 5                                                   |
| Longueur hors tout       | 8,03 m    | 8,45 m      | 8,45 m                                              |
| Longueur caisse          | 6,30 m    | 6,28 m      | 6,32 m                                              |
| Largeur hors tout        | 3,55 m    | 3,56 m      | 3,71 m                                              |
| Largeur pour transport   | 3,14 m    | 3,23 m      | 3,14 m                                              |
| Hauteur                  | 2,90 m    | 3,00 m      | 3,00 m (ancienne coupole) 2,89 m (nouvelle coupole) |
| Hauteur de tir           | -         | 2,20 m      | 2,20 m                                              |
| Garde au sol             | 0,47 m    | 0,47 m      | 0,47 m                                              |
| Masse de transport       | -         | -           | 52 500 kg                                           |
| Masse en ordre de combat | 52 000 kg | 54 000 kg   | 57 000 kg                                           |
| Pression au sol          |           | 1,03 kg/cm² | 1,05 kg/cm²                                         |

| Date                                   | 1942 (Wa Prüf 6)                                  | 1943 (Wa Prüf 6)                                  | 1944 (Henschel)                                   |
| -------------------------------------- | ------------------------------------------------- | ------------------------------------------------- | ------------------------------------------------- |
| Motorisation                           | Maybach HL 210 P45                                | Maybach HL 230 P45 12 cylindres (23000 cm3)       | Maybach HL 230 P45 12 cylindres (23000 cm3)       |
| Refroissement                          | liquide                                           | liquide                                           | liquide                                           |
| Puissance                              | 600 ch                                            | 700 ch à 3 000 tours par minute                   | 700 ch à 3 000 tours par minute                   |
| Puissance massique                     | 11,5 ch/t                                         | 13 ch/t                                           |                                                   |
| Transmission                           | Maybach OG 40 12 16 A 3 vitesses avant, 4 arrière | Maybach OG 40 12 16 A 3 vitesses avant, 4 arrière | Maybach OG 40 12 16 A 3 vitesses avant, 4 arrière |
| Suspension                             | Barres de torsion (16)                            | Barres de torsion (16)                            | Barres de torsion (16)                            |
| Direction                              | Henschel L600 C                                   | Henschel L600 C                                   | Henschel L600 C                                   |
| Longueur de contact au sol             | -                                                 | -                                                 | 3,61 m                                            |
| Type de carburant                      | Essence                                           | Essence                                           | Essence                                           |
| Contenance des réservoirs de carburant | 570 l                                             | 540 l                                             | 540 l                                             |
| Consommation sur route                 | 400 l/100 km                                      | 450 l/100 km                                      | 270 l/100 km                                      |
| Consommation hors route                | 700 l/100 km                                      | 650 l/100 km                                      | 480 l/100 km                                      |
| Vitesse maximale sur route             | 40 km/h                                           | 45 km/h                                           |                                                   |
| Vitesse moyenne sur route              | 30 km/h                                           | 30 km/h                                           | 40 km/h                                           |
| Vitesse moyenne hors route             | 18-20 km/h                                        | 20-25 km/h                                        | 20-25 km/h                                        |
| Autonomie sur route                    | 140 km                                            | 120 km                                            | 195 km                                            |
| Autonomie hors route                   | 85 km                                             | 85 km                                             | 110 km                                            |
| Franchissement hauteur                 | 0,85 m                                            | 0,79 m                                            | 0,79 m                                            |
| Franchissement largeur                 |                                                   | 2,30 m                                            | 2,50 m                                            |
| Franchissement profondeur              | 1,60 m (submersible jusqu’à 4 m)                  | 1,70 m                                            | 1,60 m (submersible jusqu’à 4 m)                  |
| Franchissement pente                   | 30°                                               | 35°                                               | 35°                                               |
| Rayon de braquage                      | 3,44 m                                            | 3,44 m                                            | 3,44 m                                            |

|                   | 1942         | 1943         | 1944         |
| ----------------- | ------------ | ------------ | ------------ |
| Caisse avant haut | 100 mm à 9°  | 100 mm à 9°  | 100 mm à 9°  |
| Caisse avant bas  | 100 mm à 25° | 100 mm à 25° | 100 mm à 25° |
| Caisse côtés      | 80 mm à 0°   | 80 mm à 0°   | 60 mm à 0°   |
| Caisse arrière    | 80 mm à 9°   | 80 mm à 9°   | 80 mm à 9°   |
| Caisse toit       | 25 mm à 90°  | 25 mm à 90°  | 25 mm à 90°  |
| Plancher          | 25 mm à 90°  | 25 mm à 90°  | 25 mm à 90°  |
| Mantelet          | 120 mm à 0°  | 120 mm à 0°  | 120 mm à 0°  |
| Tourelle avant    | 100 mm à 0°  | 100 mm à 0°  | 100 mm à 0°  |
| Tourelle côtés    | 80 mm à 0°   | 80 mm à 0°   | 80 mm à 0°   |
| Tourelle arrière  | 80 mm à 0°   | 80 mm à 0°   | 80 mm à 0°   |
| Tourelle toit     | 25 mm        | 25 mm        | 25 mm        |

|                                                   | 1942                                                                       | 1943                                                                       | 1944                                                                       |
| ------------------------------------------------- | -------------------------------------------------------------------------- | -------------------------------------------------------------------------- | -------------------------------------------------------------------------- |
| Armement principal                                | 8,8 cm Kw.K.36 L/56                                                        | 8,8 cm Kw.K.36 L/56                                                        | 8,8 cm Kw.K.36 L/56                                                        |
| Viseur armement principal                         | T.Z.F.9b                                                                   | T.Z.F.9b                                                                   |                                                                            |
| Traverse/Élévation armement principal 1 (vitesse) | 360° / +18 à -9° hydraulique ou manuelle                                   | 360° / +18 à -9° hydraulique ou manuelle                                   | 360° / +18 à -9° hydraulique ou manuelle                                   |
| Munitions armement principal                      | 96 obus (explosifs et perforants)                                          | 96 obus (explosifs et perforants)                                          | 92 obus                                                                    |
| Armement secondaire                               | 1 MG 34 en tourelle et une de proue                                        | 1 MG 34 en tourelle et une de proue                                        | MG 42                                                                      |
| Viseur armement secondaire                        | K.Z.F.2 (proue)                                                            | K.Z.F.2 (proue)                                                            | K.Z.F.2 (proue)                                                            |
| Munitions armement secondaire                     | 3 000 cartouches                                                           | 4500 cartouches                                                            | 4 800 cartouches                                                           |
| Autre armement                                    | 1 pistolet-mitrailleur (320 cartouches)                                    | 1 pistolet-mitrailleur (192 cartouches)                                    | 1 pistolet-mitrailleur (192 cartouches), 3 charges explosives              |
| Radio                                             | Fu 5 (émetteur-récepteur), Fu 2 (récepteur), Bordsprechanlage 1 (intercom) | Fu 5 (émetteur-récepteur), Fu 2 (récepteur), Bordsprechanlage 1 (intercom) | Fu 5 (émetteur-récepteur), Fu 2 (récepteur), Bordsprechanlage 1 (intercom) |